# Catedral de San Pablo Aureliano (Saint-Pol-de-Léon)
La catedral de San Pablo Aureliano de Saint-Pol-de-Léon (en francés: cathédrale Saint-Paul-Aurélien de Saint-Pol-de-Léon) es una antigua catedral medieval francesa, sede de la antigua diócesis de Saint-Pol-de-Léon, fundada en el siglo VI y abolida tras el Concordato de 1801. La iglesia es actualmente parte de la diócesis de Quimper.
Fue objeto de una clasificación en el título de los monumentos históricos por la lista de 1840. y el  6 de marzo de 1901 el papa León XIII la elevó a la condición de basílica menor.

## Historia
La iglesia está dedicada a san Pablo Aureliano (o san Pol Aureliano) que, según la leyenda, sería un monje llegado del País de Gales para evangelizar Occismor (antiguo nombre de Saint-Pol-de-León) y a los osismos alrededor de 525 y que habría sido el primer obispo de la ciudad. Por librar a la isla de Batz de un terrible dragón y por perseguir bandidos y bestias de un oppidum abandonado (Saint-Pol), el conde Withur gobernador de la costa leonarda, le ofreció esas tierras en señal de agradecimiento. Será consagrado obispo de León, el primero de una línea que contará sesenta prelados hasta la Revolución.
Un castrum galo-romano en madera, utilizado como sepultura del primer rey bretón Conan Mériadec, habría tenido lugar en el siglo IV, destruido luego en el siglo VII por los normandos. La primera iglesia fue destruida en 875 por los daneses. Una iglesia románica, reconstruida en este sitio en el siglo XII bajo el obispo Hamon fue destruida en 1170 por los ingleses.
A comienzos del siglo XIII comenzó la reconstrucción sobre los cimientos del transepto y de los desvanes. La fachada occidental fue reconstruida según la influencia de la arquitectura normanda de la primera mitad del siglo XIII, aunque también inglesa (Devon, Cornualles). Sus flechas norte y sur, la portada oeste y las bóvedas de la nave en piedra caliza de Caen (transportada por vía marítima hasta Roscoff y Paimpol) fueron erigidas hasta 1334, año de su consagración.
Incendiada por los ingleses en 1365, como toda la ciudad, la catedral vio la reconstrucción del coro, del ábside y de las capillas laterales (reconstrucción parcial del transepto meridional) bajo el episcopado de monseñor Jean Validire. La construcción duró más de medio siglo y terminó con la modificación del ala sur en la segunda mitad del siglo XVI, bajo el episcopado de Guillaume Féron. El edificio, descrito como excepcional por Prosper Mérimée en 1835, fue erigido en basílica menor de la Anunciación por León XIII en 1901.

## Descripción general
La actual basílica-catedral es una iglesia gótica, influenciada por el estilo normando, construida sobre las ruinas de una iglesia románica. Está inspirado en la catedral de Coutances. Levanta sus dos torres disímiles hasta los imponentes campanarios de una altura de 55 m. La nave, de 84 m de largo y 16 m de altura, fue construida en piedra de Caen, inusual en su momento. El resto del edificio es de granito. El parvis se volvió a hacer en 2006 con el granito procedente de China. Las losas son rombos para hacerse eco de la planta del monumento religioso, y de dos colores en correspondencia con el enlosado de su coro.

Vistas exteriores
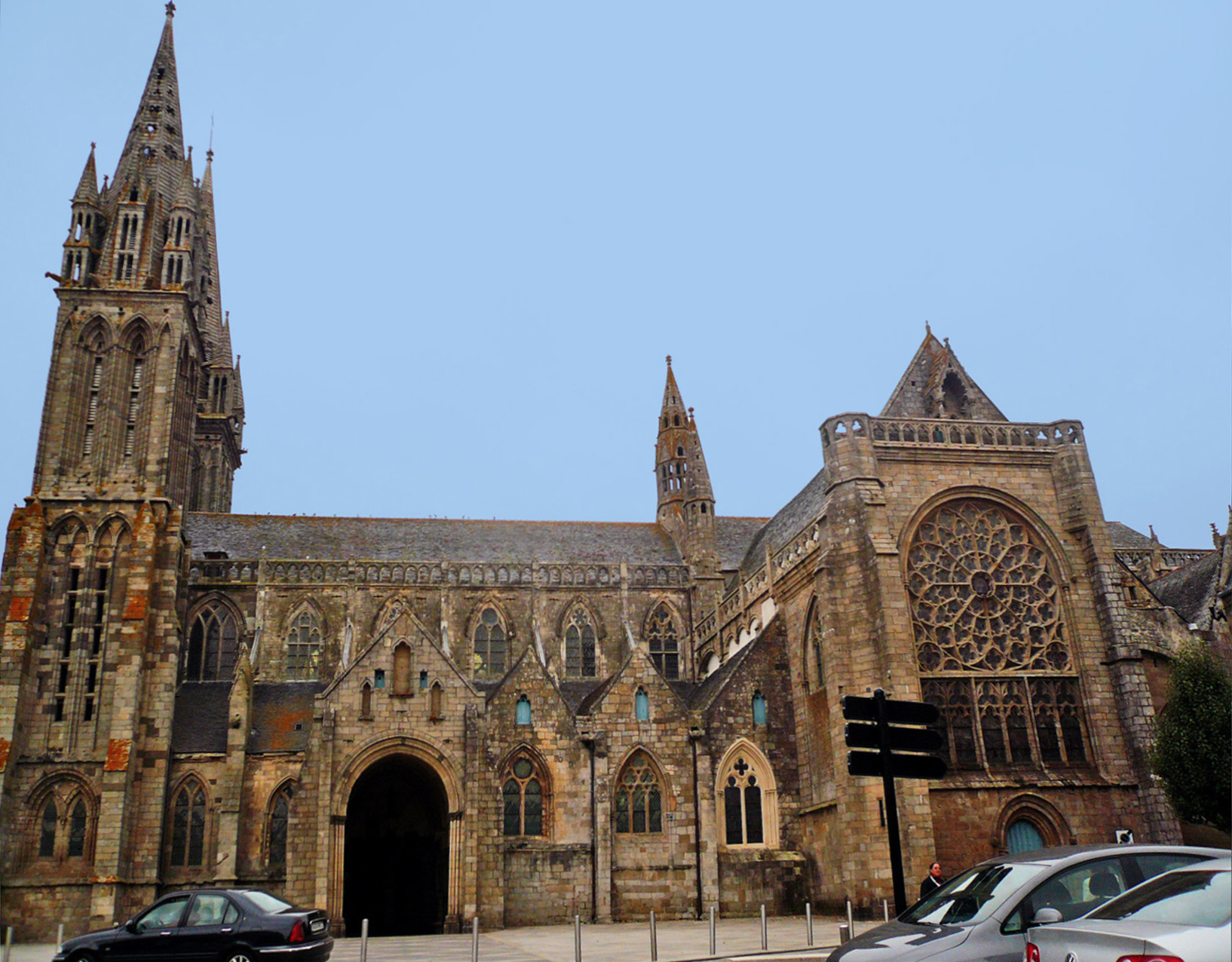
Fachada lateral sur
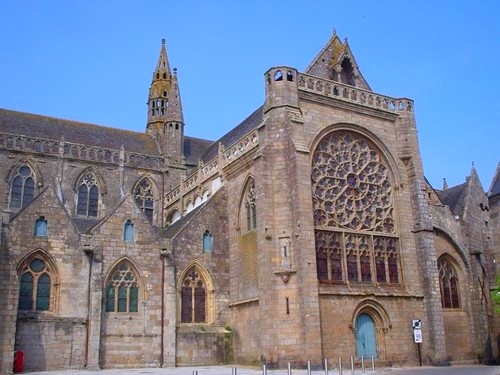
Pórtico sur
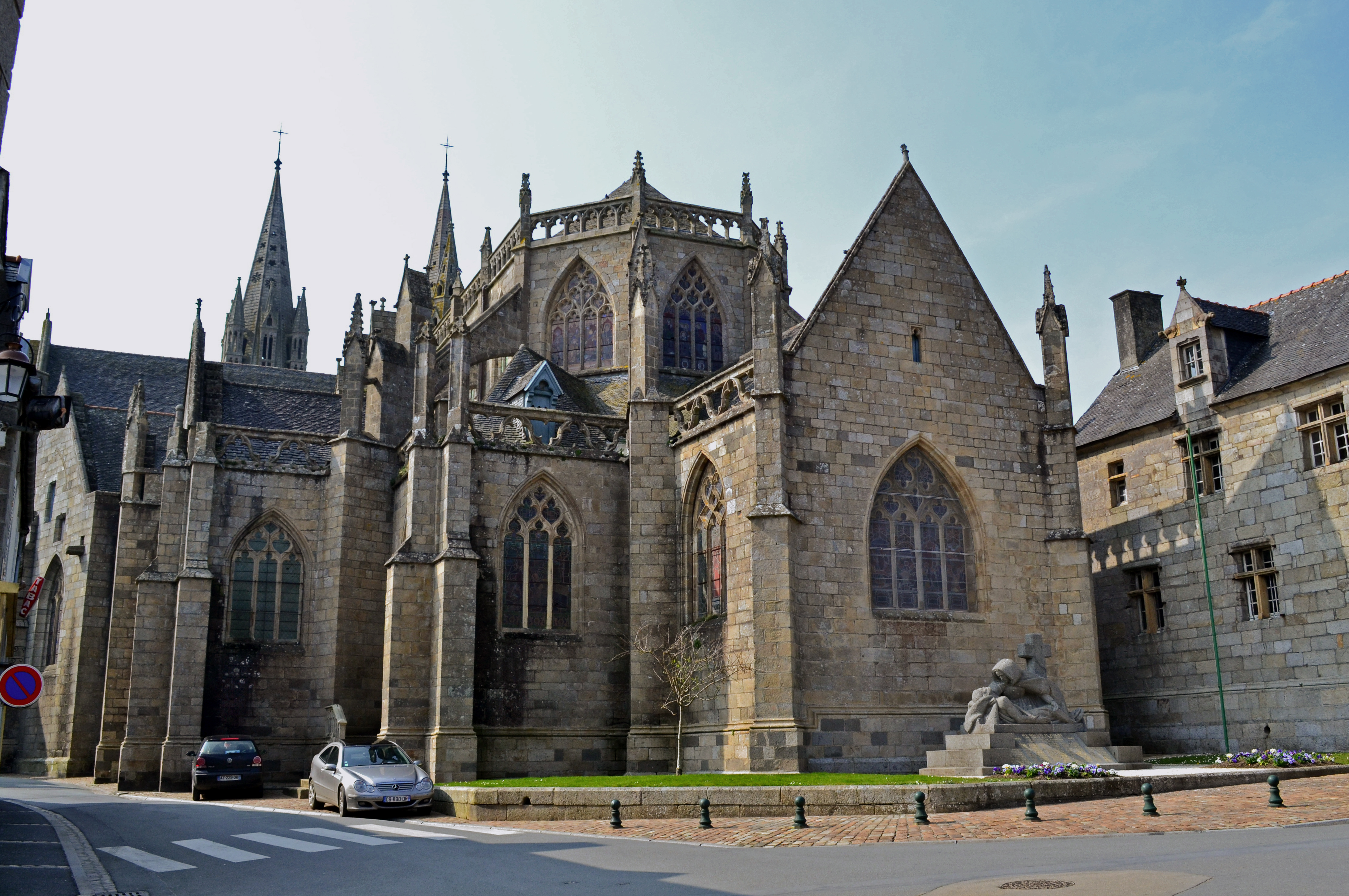
Cabecera
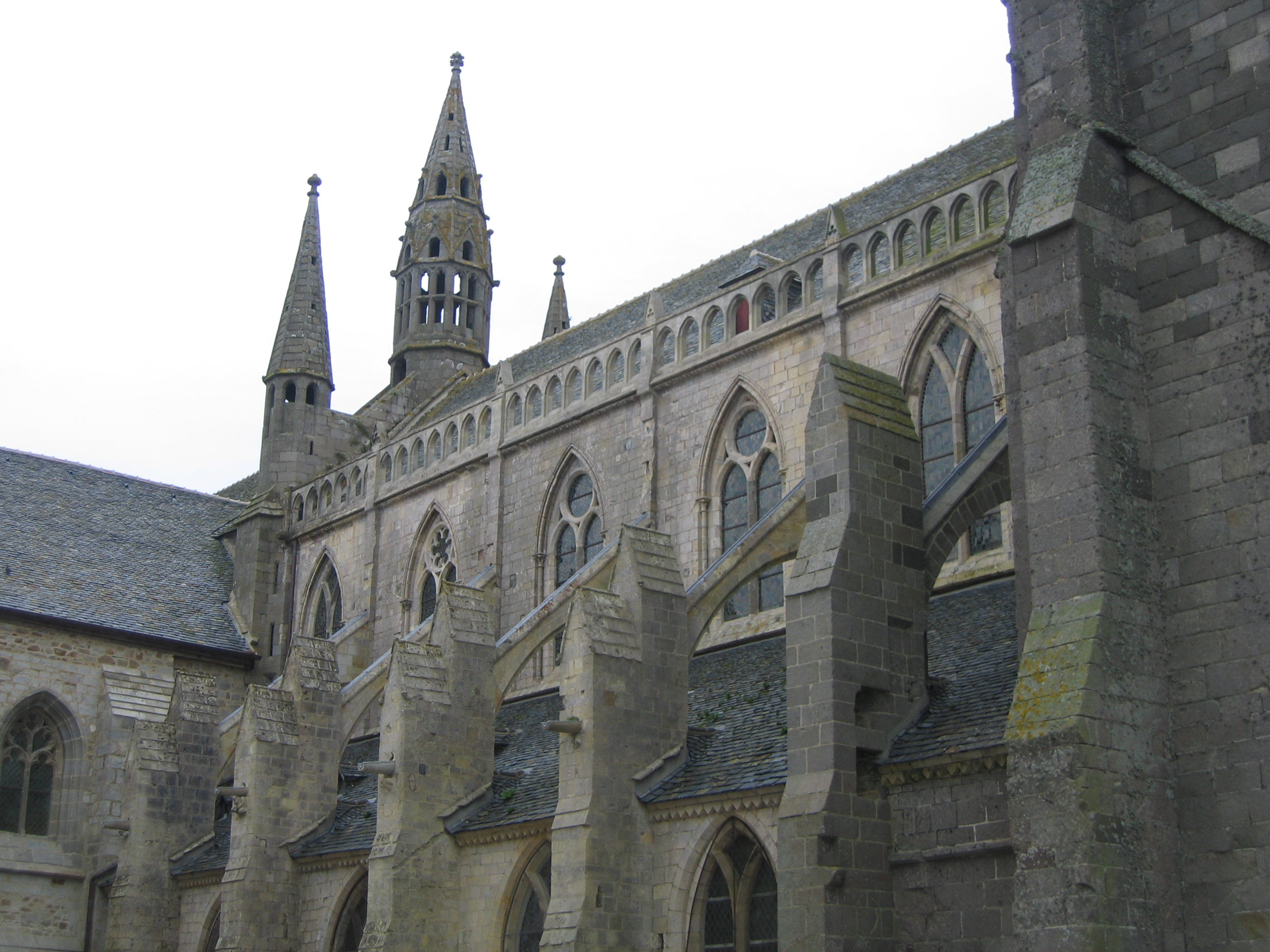
Fachada norte

### Exterior
La fachada está dominada por dos flechas poligonales disimétricas, de casi 50 m de altura. Por encima del portal central hay una terraza, desde la que el obispo daba su bendición. Bajo la flecha de la derecha, hay una pequeña puerta que estaba reservada para los leprosos. Sobre el transepto hay un pequeño campanario, llamado "campanario del capítulo".
Sobresaliendo sobre el caserío de la ciudad constituida por casas bajas, la altura de la catedral se imponía. En la oscuridad medieval, la ausencia de alumbrado público debía hacer su silueta aún más grandiosa e imponente. El alumbrado interior de estas obras maestras arquitectónicas que se desperdigaban por toda Europa las hacía aparecer coloreadas, por el color de las vidrieras y también de los rosetones de la fachada (también la estatuaria bajo los porches eran policromas).

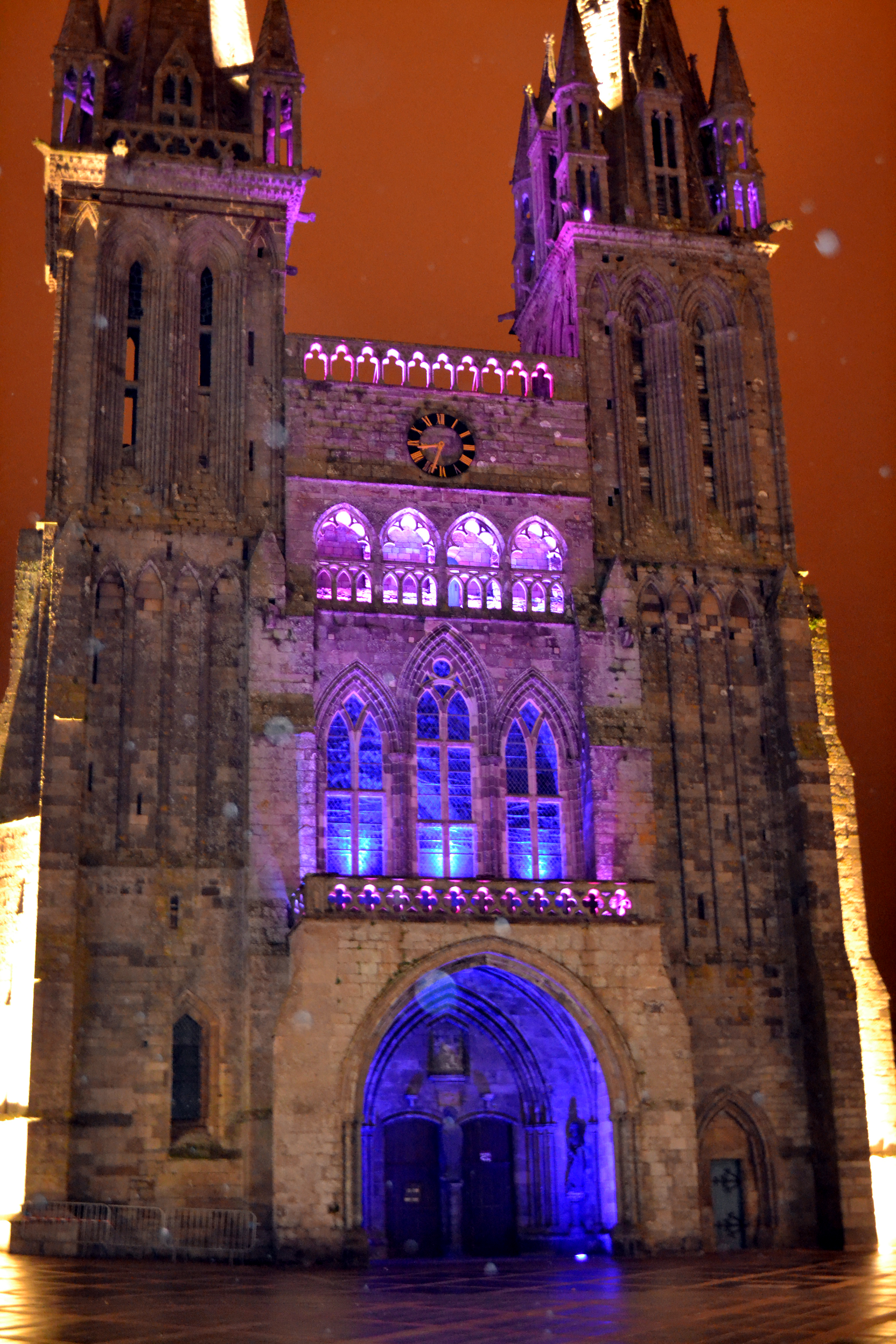
La catedral iluminada

Los pensamientos de los constructores de catedrales estaban lejos de los nuestros y su forma de entender la policromía, en un simbolismo que ha evolucionado a lo largo de los siglos, que puede sorprender hoy. En 2007, se vistió con una capa de luz brillante que mostraba los detalles que enriquecen el edificio, desarrollada por el diseñador de iluminación Pascal Goujonmis. La particularidad es que este juego de colores sagrados varía según el tiempo litúrgico. Así, en el transcurso de las etapas, toma los diferentes colores de la liturgia: blanco durante la Navidad o Pascua; verde desde la Epifanía a Cuaresma; púrpura en Cuaresma; rojo, para Pentecostés.
- el blanco simboliza las luces del paraíso y de la gloria. También expresa la alegría, la castidad, la inocencia, el triunfo, la inmortalidad y la pureza. Es el color del bautismo, de las ceremonias nupciales, de las fiestas del Señor, de la Virgen María y de todos los santos que no son mártires. Las flechas permanecen blancas, dominando el paisaje leonardo;
- el rojo se refiere al fuego del amor divino y recuerda la sangre derramada por los mártires. Cubre la fachada;
- la púrpura es el color de la penitencia y de la mortificación. Se utiliza en los tiempos de "Adviento" y pone de relieve los encajes de la piedra y las vidrieras;
- el verde es la expresión de la esperanza, de los bienes por venir y del deseo de vida eterna. Es el color del tiempo ordinario. Recuerda los detalles más simbólicos y el encaje de la piedra.

Detalles exteriores
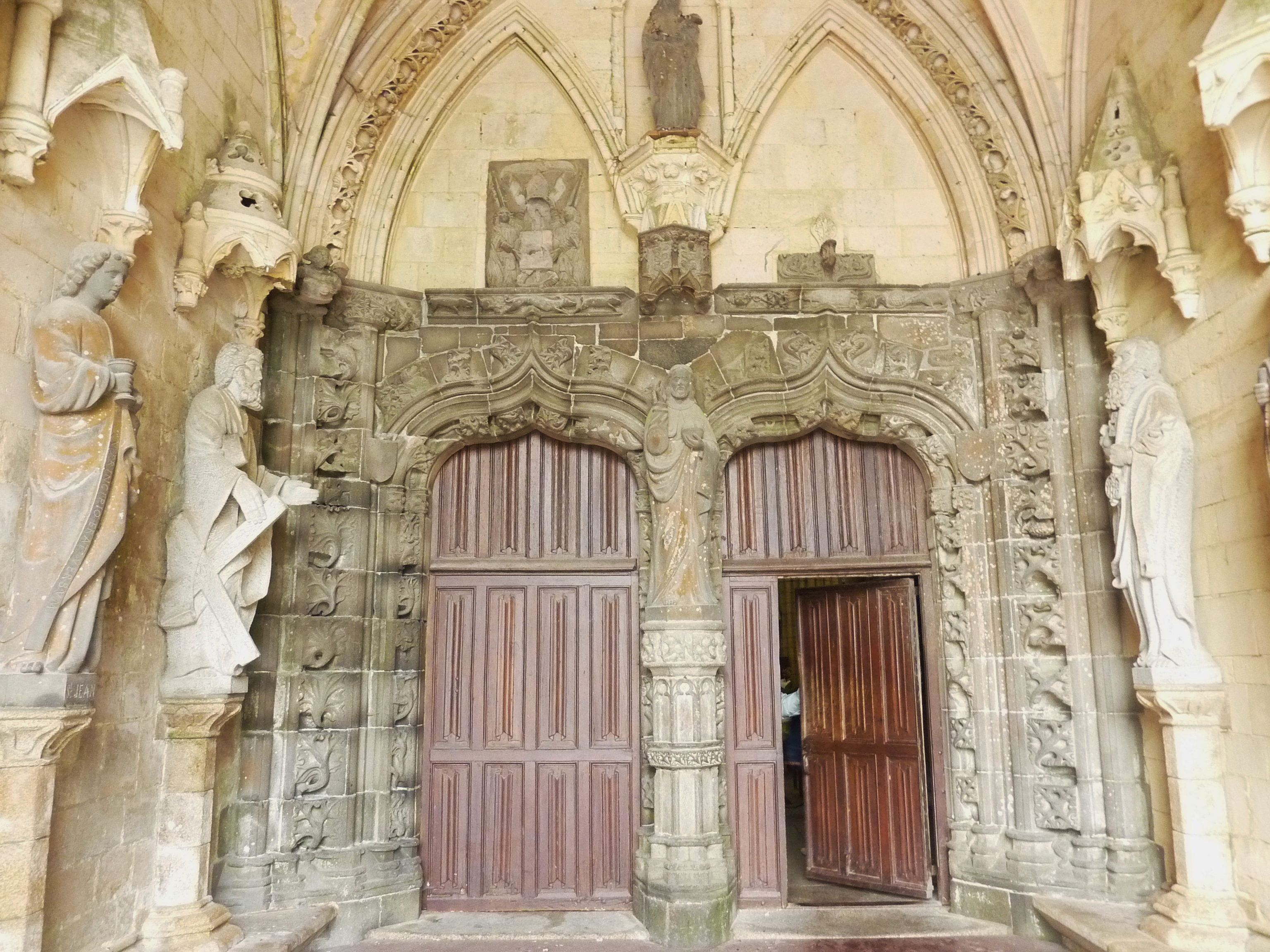
Puertas gemelas del pórtico sur
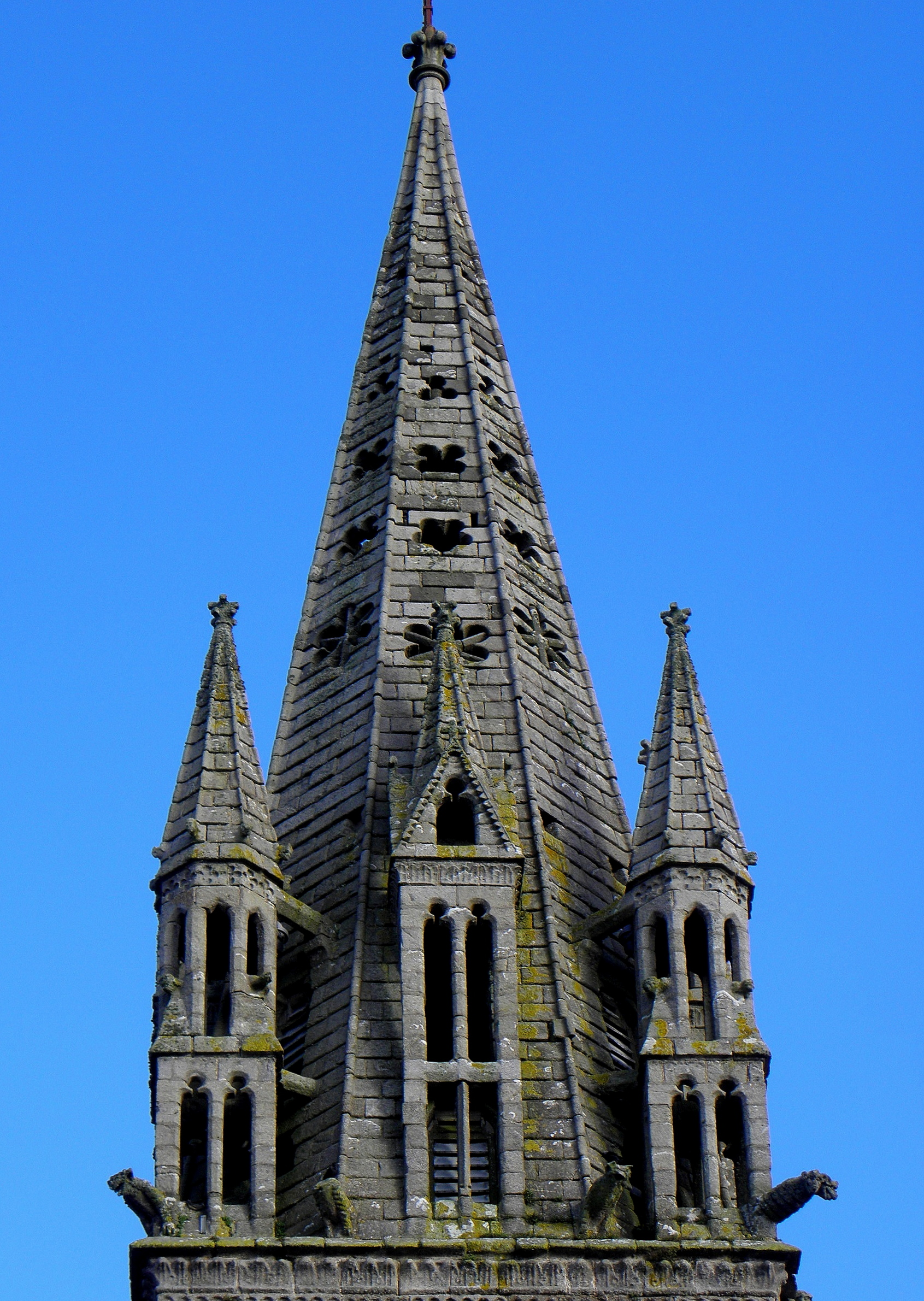
Campanario sur
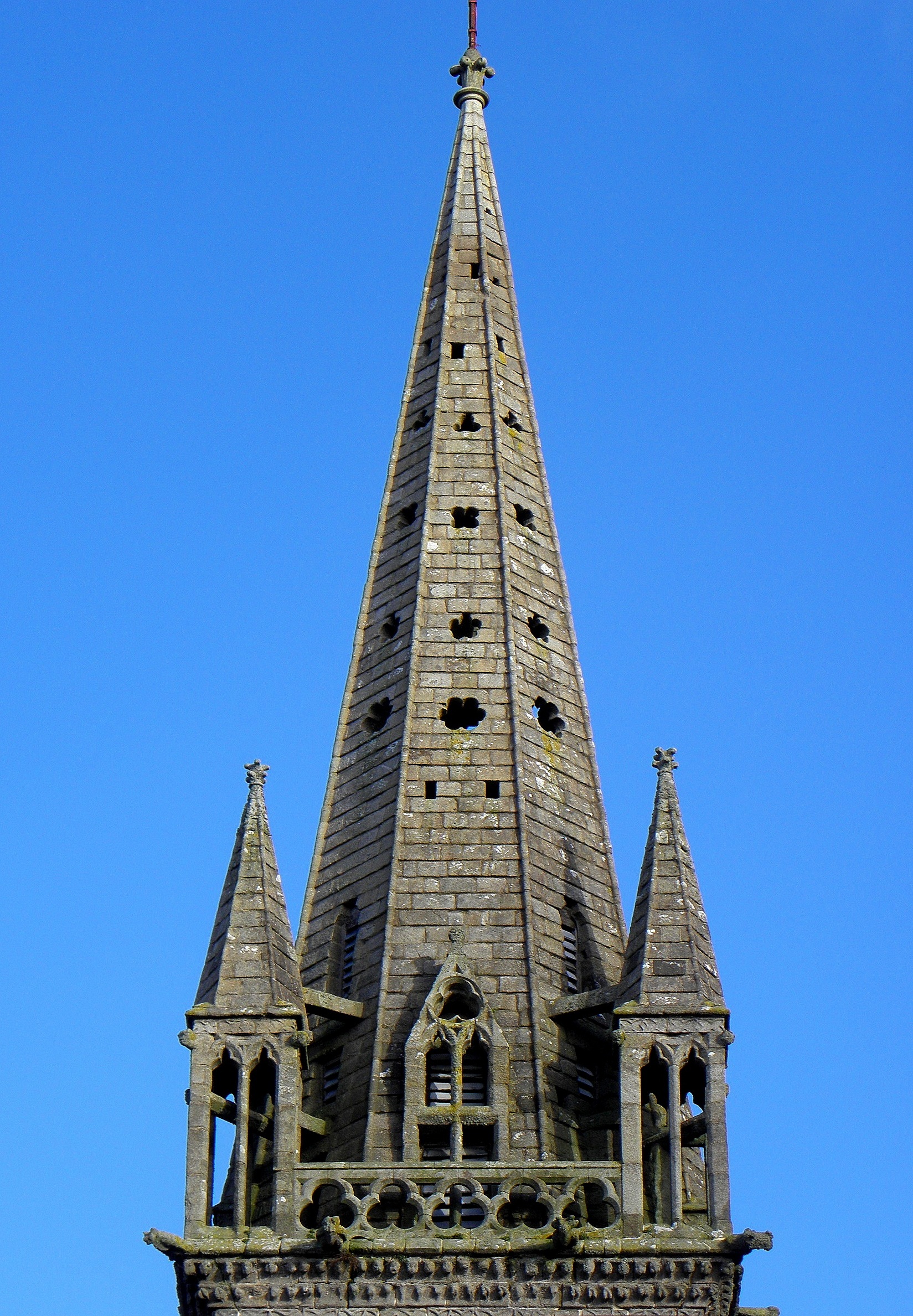
Campanario norte

### Interior

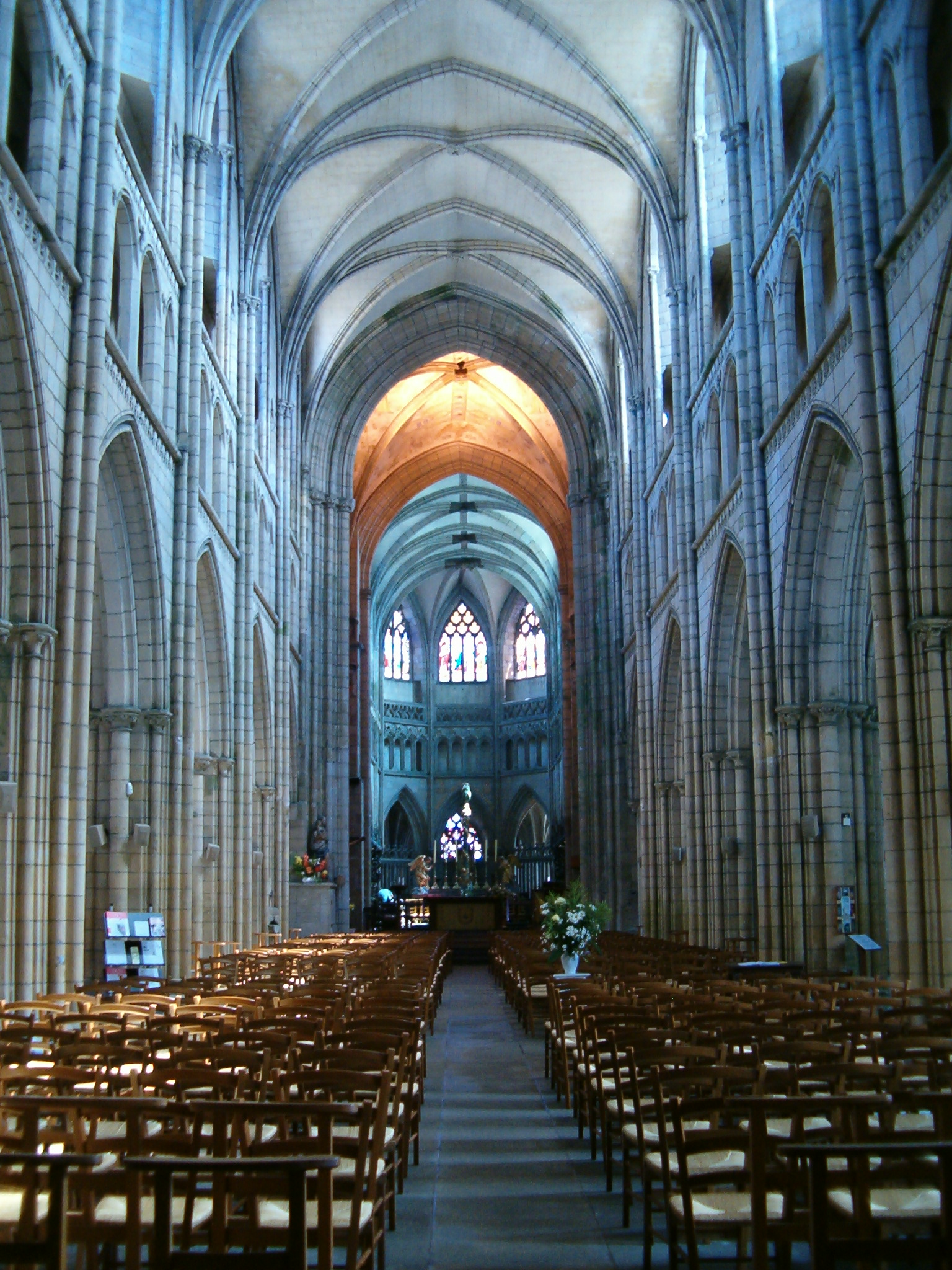
La nave de la catedral

El interior tiene tres naves, precedidas por un nártex. La nave principal está coronada por un triforio. La bóveda se compone de ogivas en tercios. El coro está rodeado por un deambulatorio. Más allá de su gran interés arquitectónico, el edificio alberga muchas obras de arte notables, y algunas curiosidades artísticas:
- Órganos y bufets de órganos realizados por los ingleses Robert y Thomas Dallam, apoyados en una bóveda en arco carpanel. El gran órgano fue construido entre 1657 y 1660. El instrumento, un monumento histórico, comprende 2118 tubos. El plan del órgano es muy similar al de King's College de Cambridge y de Windsor. Está decorado con un damero blanco y negro, en trompe-l'œil, evocando un patio semicircular rodeado de columnatas.[10]
- En el coro, 66 sillerías de roble del siglo XVI, obra maestra de carpintería. Despliegan un maravilloso programa iconográfico prestado tanto de las Escrituras como de los Fabliaux de la Edad Media. Algunos paneles llevan grafitis de jóvenes coristas del salterio del siglo XVI.

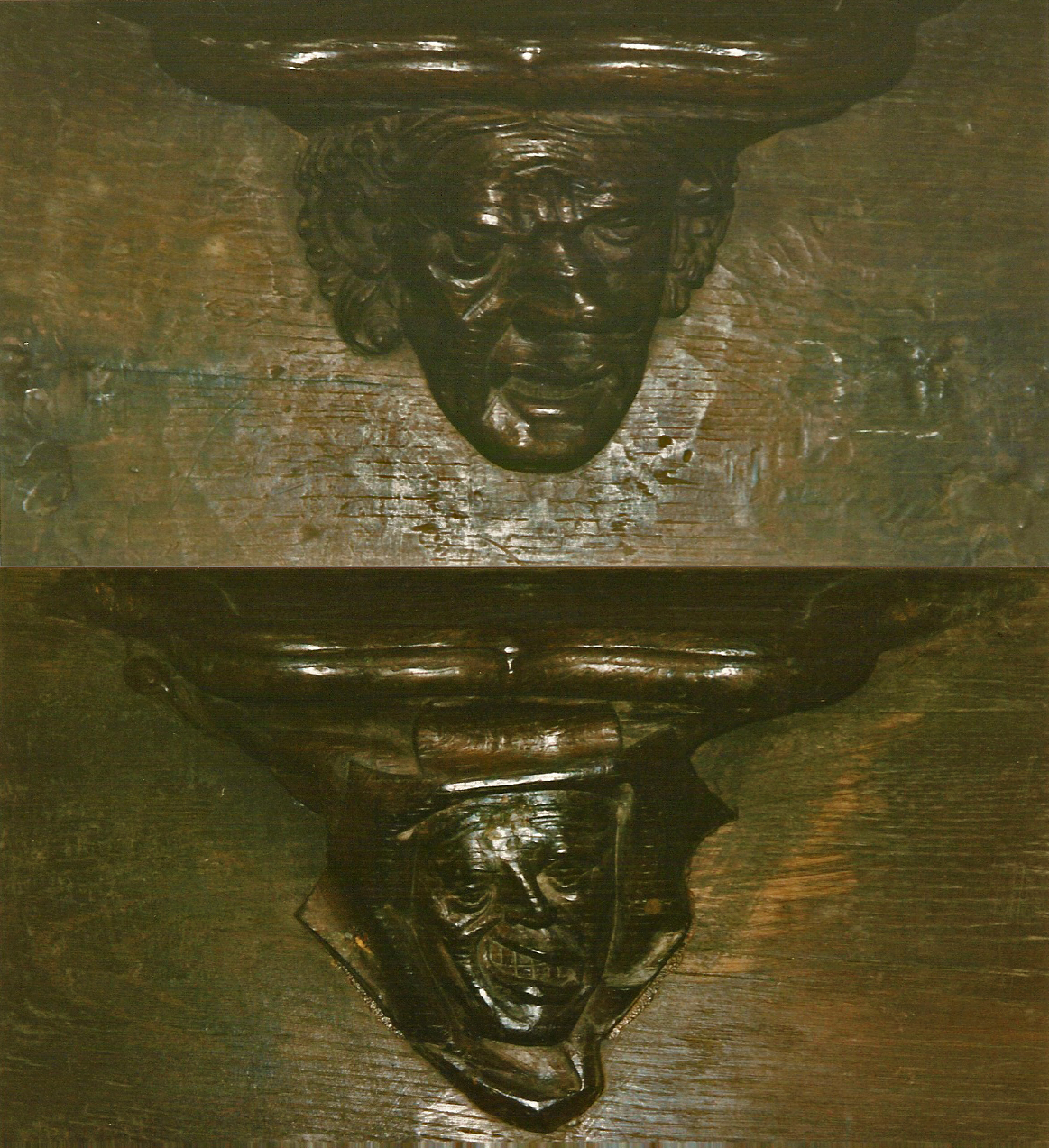
Misericordias en el coro 1
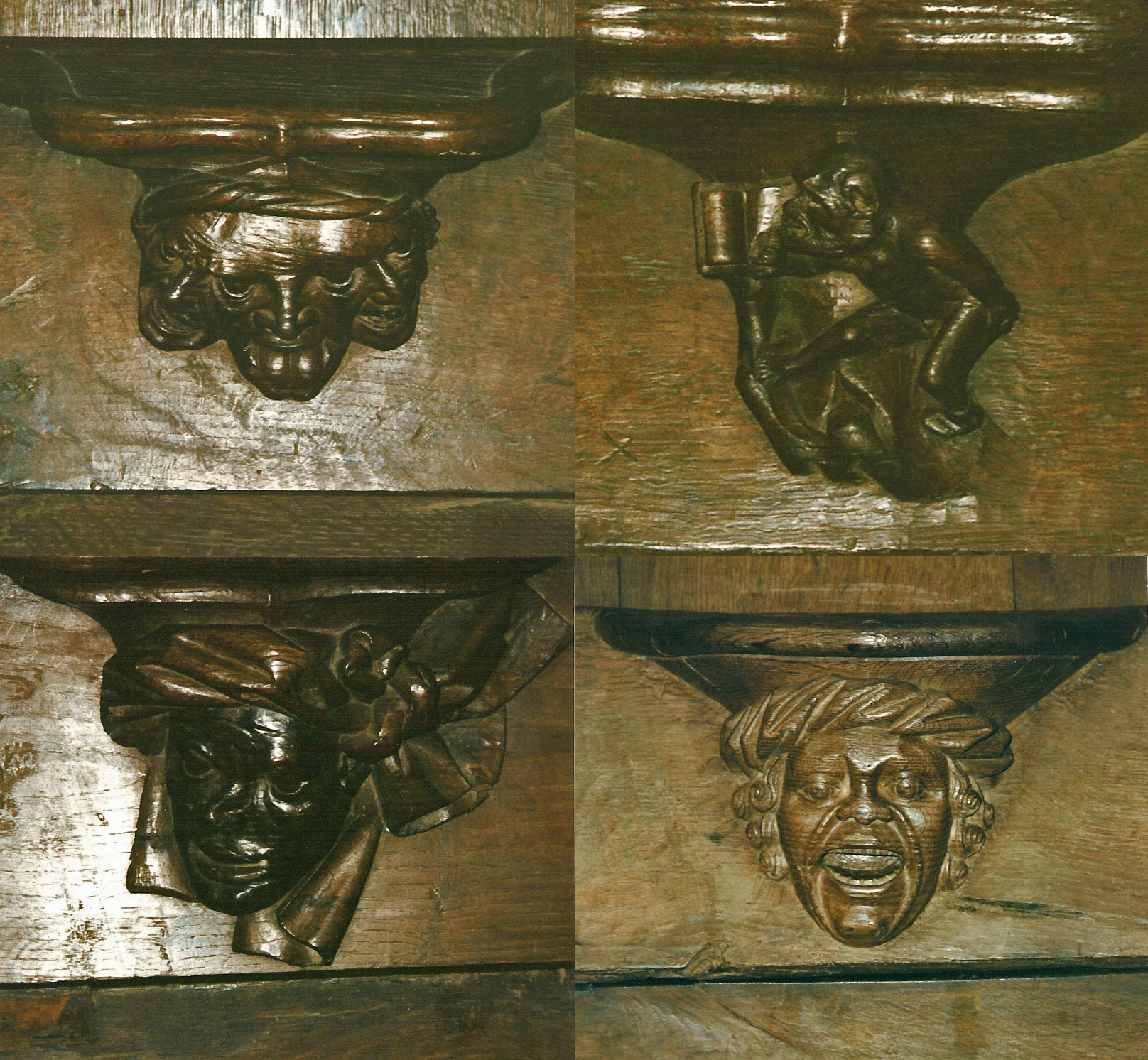
Misericordias en el coro 2

- sobre el altar, un precioso ciborio de madera (también conocido como colombarium). En forma de báculo, esta gran palmera rococó que simboliza la eternidad y la resurrección es uno de los pocos ciborium todavía en su lugar en una iglesia. Albergaba el ciborio que contenía la Sagrada Eucaristía para asegurar la conservación de las hostias.[11]
- en el deambulatorio, a la derecha, detrás de una rejilla, un conjunto de 34 «boîtes à chef» ('cajas de cabeza') de madera que contenían el cráneo de los difuntos. Este conjunto lleva el nombre poético de los Étagères de la Nuit (Estantes de la Noche). Pintadas en negro, azul o blanco, con el nombre del muerto, recuerdan la costumbre, en uso hasta el siglo XIX, que consistía en exhumar los esqueletos después de cinco años para dar cabida a los recién fallecidos. Los huesos eran colocados de modo ordenado en la fosa común y los cráneos eran encerrados en pequeñas cajas perforadas con aperturas y luego entregadas a las familias.[12]

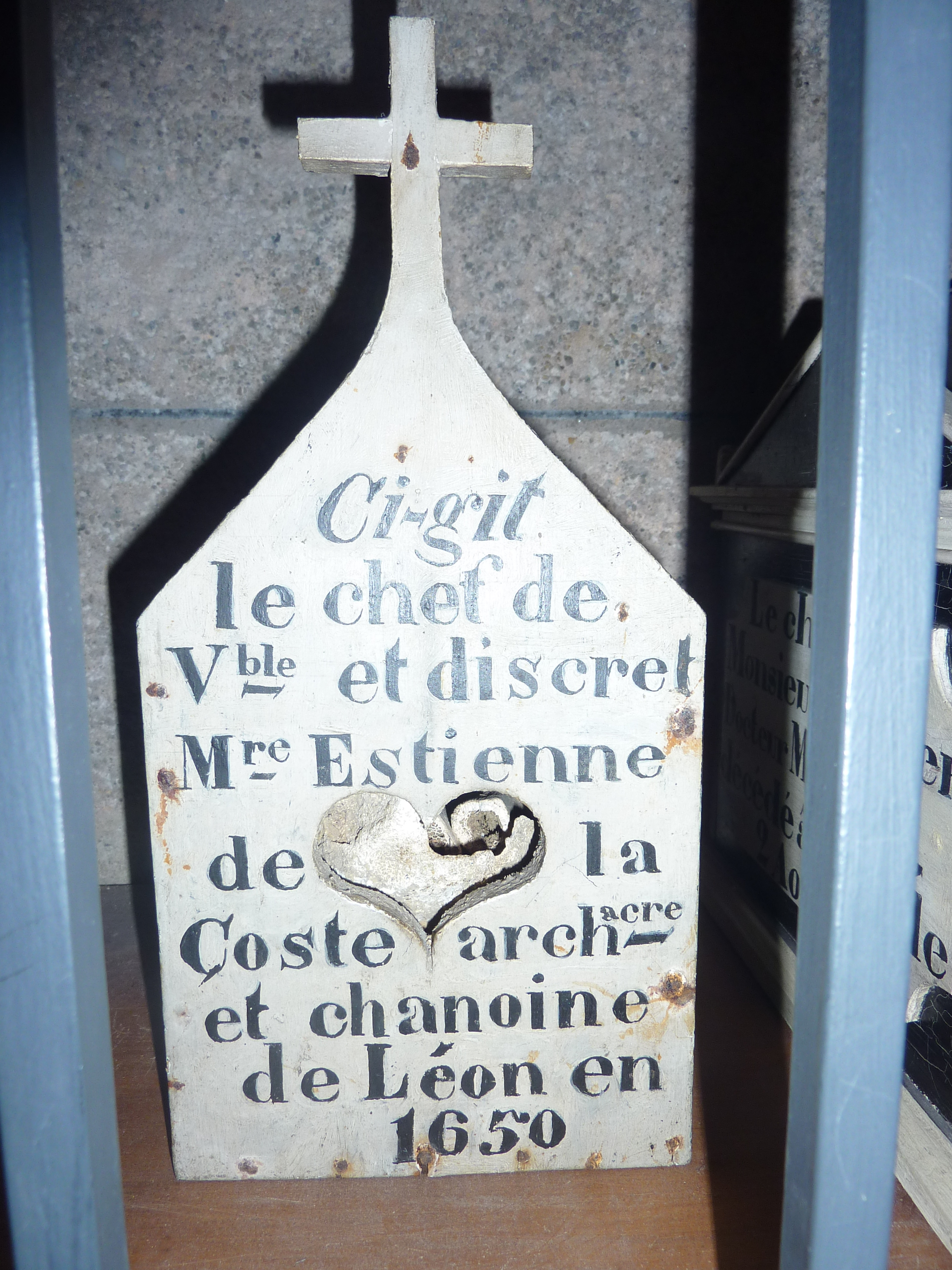
Caja de craneo (chef) depositada sobre un estante 1
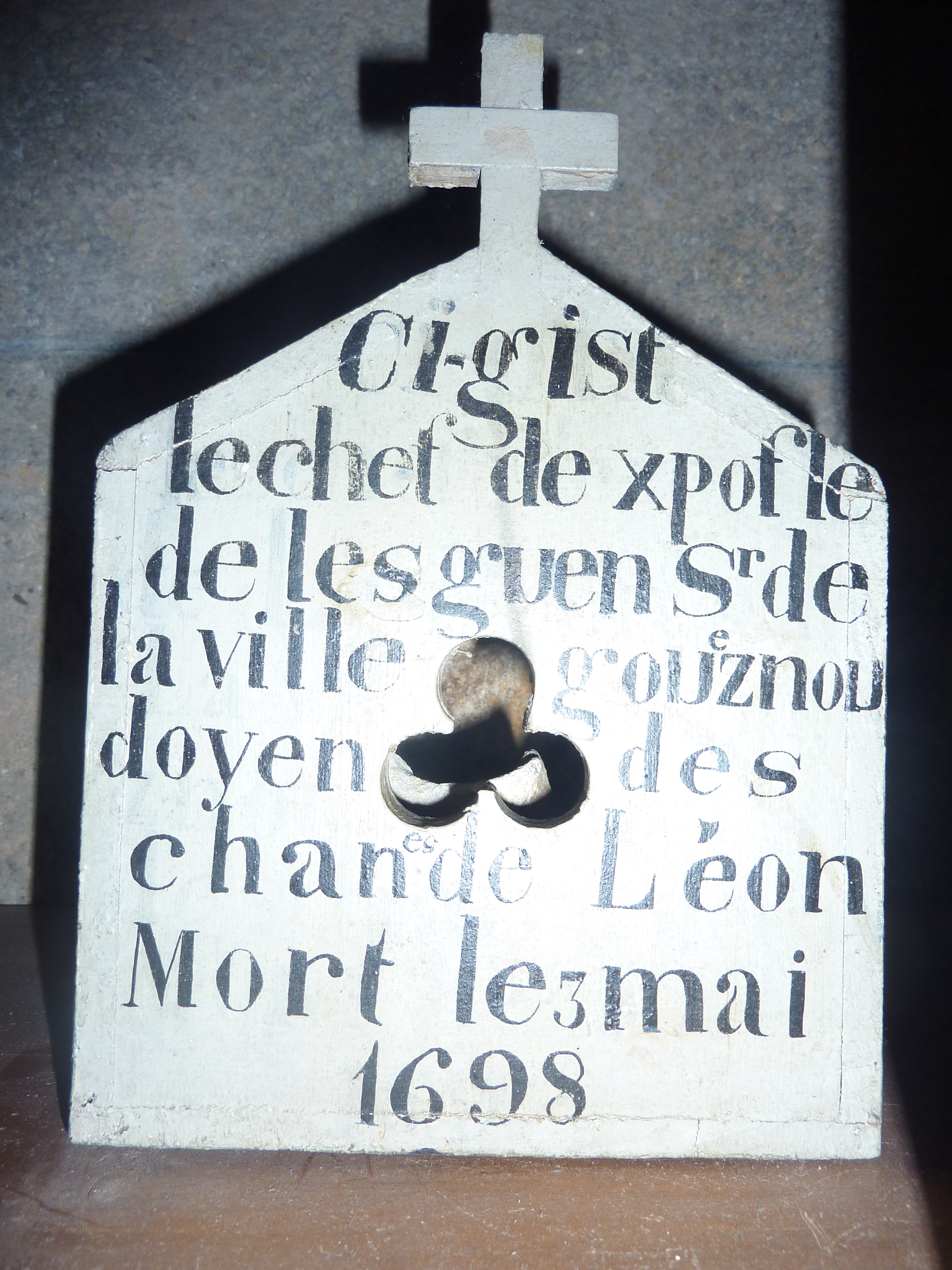
Caja de craneo (chef) sobre un estante 2
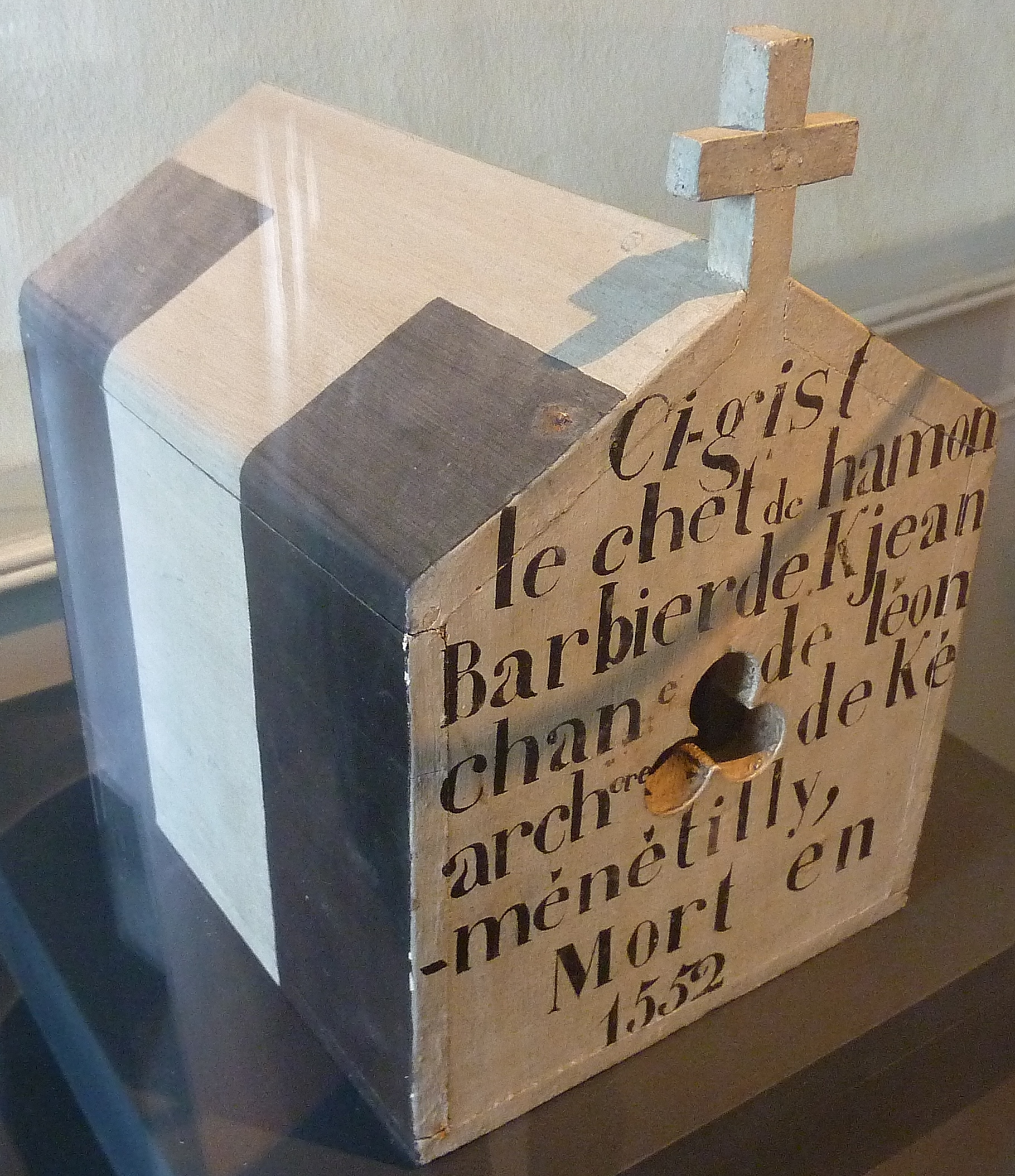
Caja de craneo (chef) de Hamon Barbier

- numerosas tumbas de obispos de Saint-Pol-de-Léon, alrededor del coro (monseñor de Kersauzon,[13] monseñor de Neufville,[14] monseñor de Rieux,[15] monseñor de La Marche[16]…). Destacan en particular la de monseñor François de Visdelou,[17] obra del escultor Nicolas Colonge y fechada en 1711, y un mausoleo renacentista, obra de los hermanos Richard. La iglesia también alberga las reliquias de san Pablo Aureliano, una vértebra y un omoplato de Saint-Hervé, un fémur de san Laurencio.[18] La losa de Marie-Amice Picard marca el lugar donde está enterrada una de las figuras más extraordinarias de toda la historia de la mística. Muerta en 1652, esta mística permaneció casi veinte años sin tomar comida, aparte de la Eucaristía. Atrajo en su tiempo la atención de las mentes más grandes de Europa, en particular de Descartes y Huygens.[19]

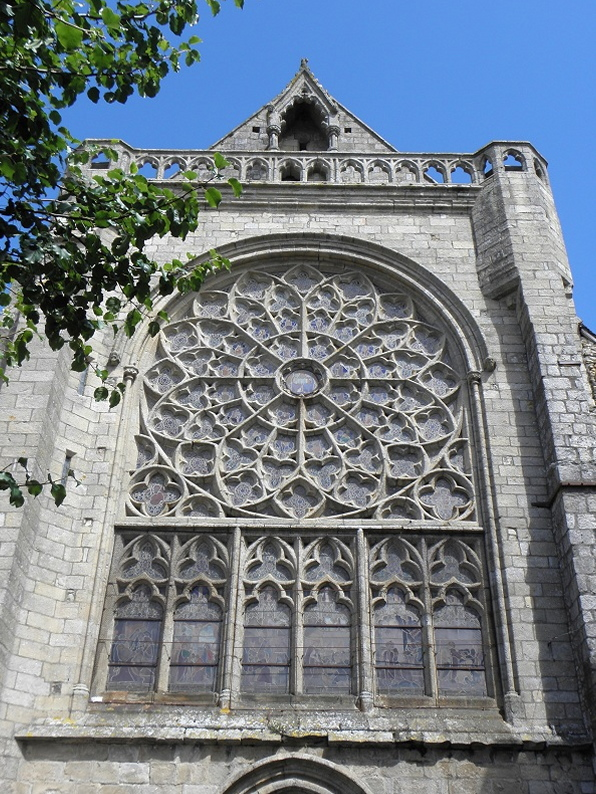
Maestra vitrera de la fachada meridional del transepto sur

- A la izquierda del pórtico sur hay un sarcófago románico de forma trapezoidal. Cincelado con cinco arcadas, hojas vegetales, árboles despojados de sus hojas y una cruz anclada, se dice que es el lugar de enterramiento de Conan Meriadec, el primer rey cristiano de Bretaña, que murió en 421.[20]

- La campana celta de Pablo Aureliano,[21] una de las campanas carolingias más antiguas de Bretaña, y, en un tubo de cristal, una espina en la corona de Cristo, que ha estado presente en la catedral durante siglos. La iglesia ofrece una "caza de dragones", el emblema Pablo Aureliano que vence al "mal", a través de esculturas y vitrales, tanto dentro como fuera. 41 dragones se ocultan solos o en grupos en las sillas del coro; adornan los brazos y las Misericordias de los asientos.[22]

- El Retablo de Notre-Dame du Mont-Carmel,, siglo XVII.[23]
- El baptisterio octogonal de madera, 1897.[24]

- Las vidrieras aparecen en el inventario como hechas desde 1367 hasta el siglo XVIII. El coro y transeptos ofrecen solo escudos de armas o de fechas.

- Las armas de Jean du Juch «están en la ventana de la señora del coro de la iglesia catedral y en las dos ventanas de la capilla de Toussaints en la misma iglesia». (1367-1369). ".

- «La gran ventana septentrional (Norte) con parteluces radiantes tiene vidrios de colores que llevan la fecha de 1500 y que representan el Juicio final y las Obras de Misericordias. Las ventanas del coro estaban adornadas con vidrieras de color, obras de Alain Cap de Lesneven. Todavía hay fragmentos que sugieren que el obispo de Neuville (1563-1613) las habría hecho ejecutar. Los emblemas de familias importantes se mezclaban con los de Francia y Bretaña.»

Vistas del interior
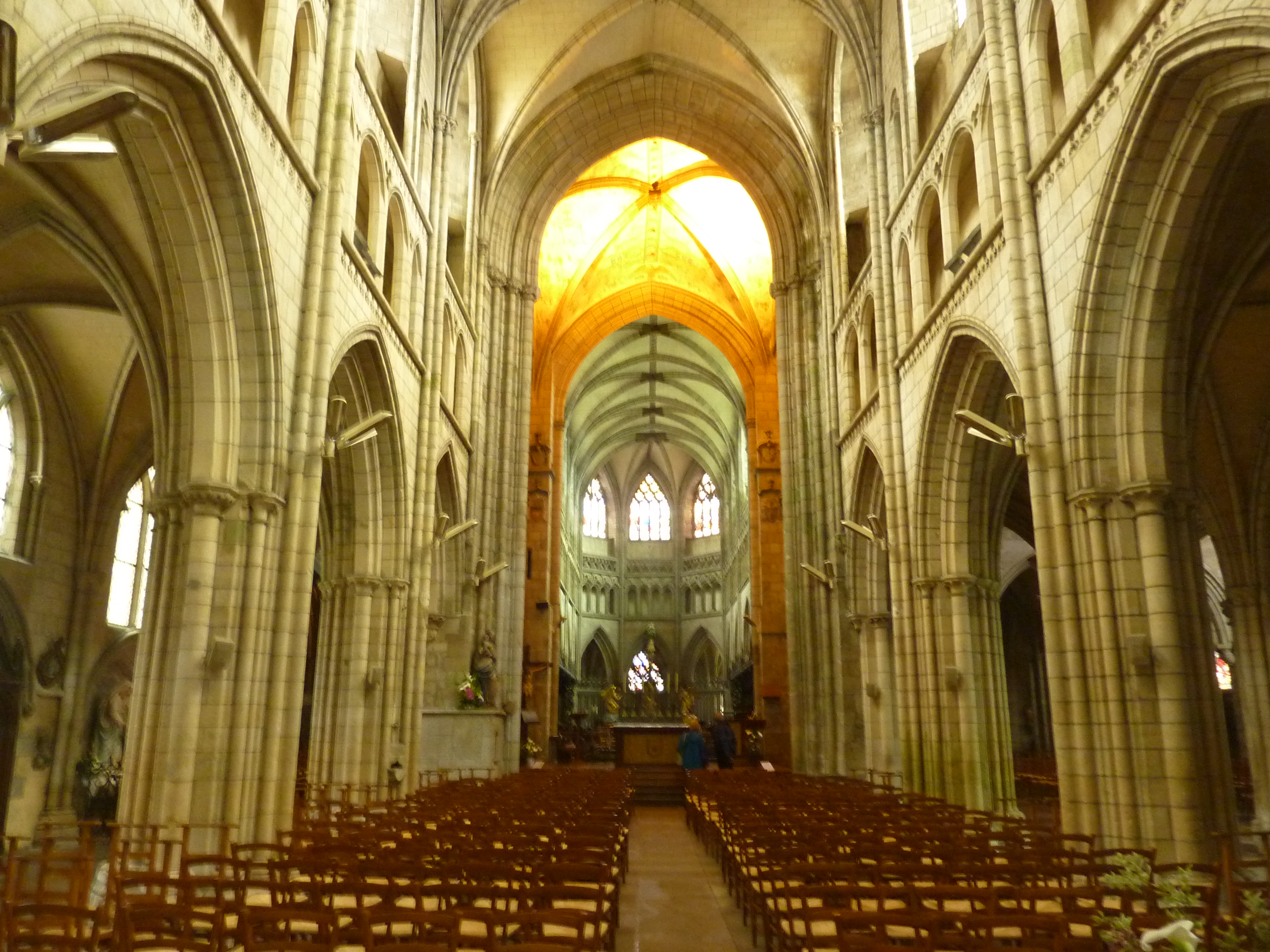
La nave
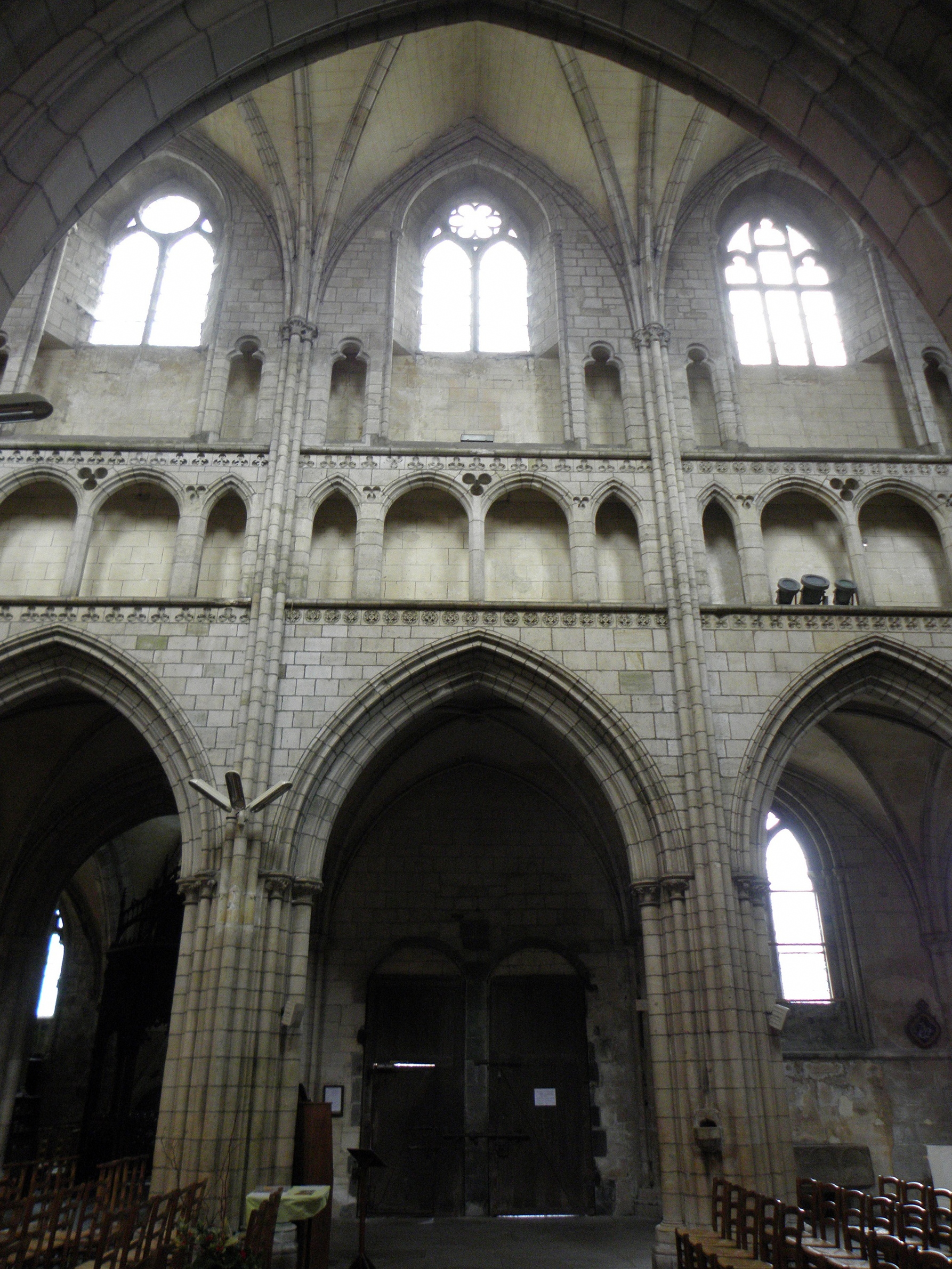
El alzado interior
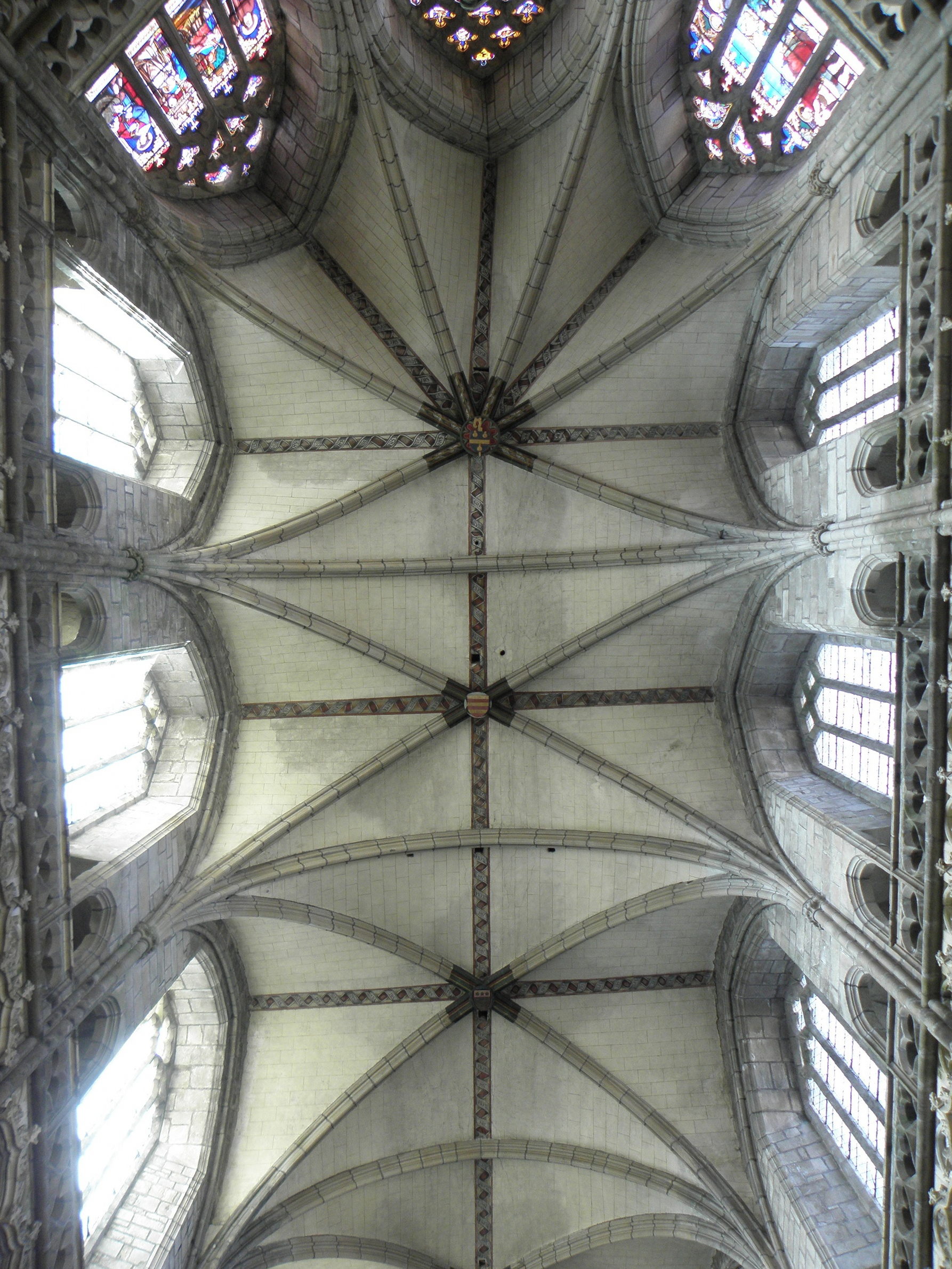
Bóvedas
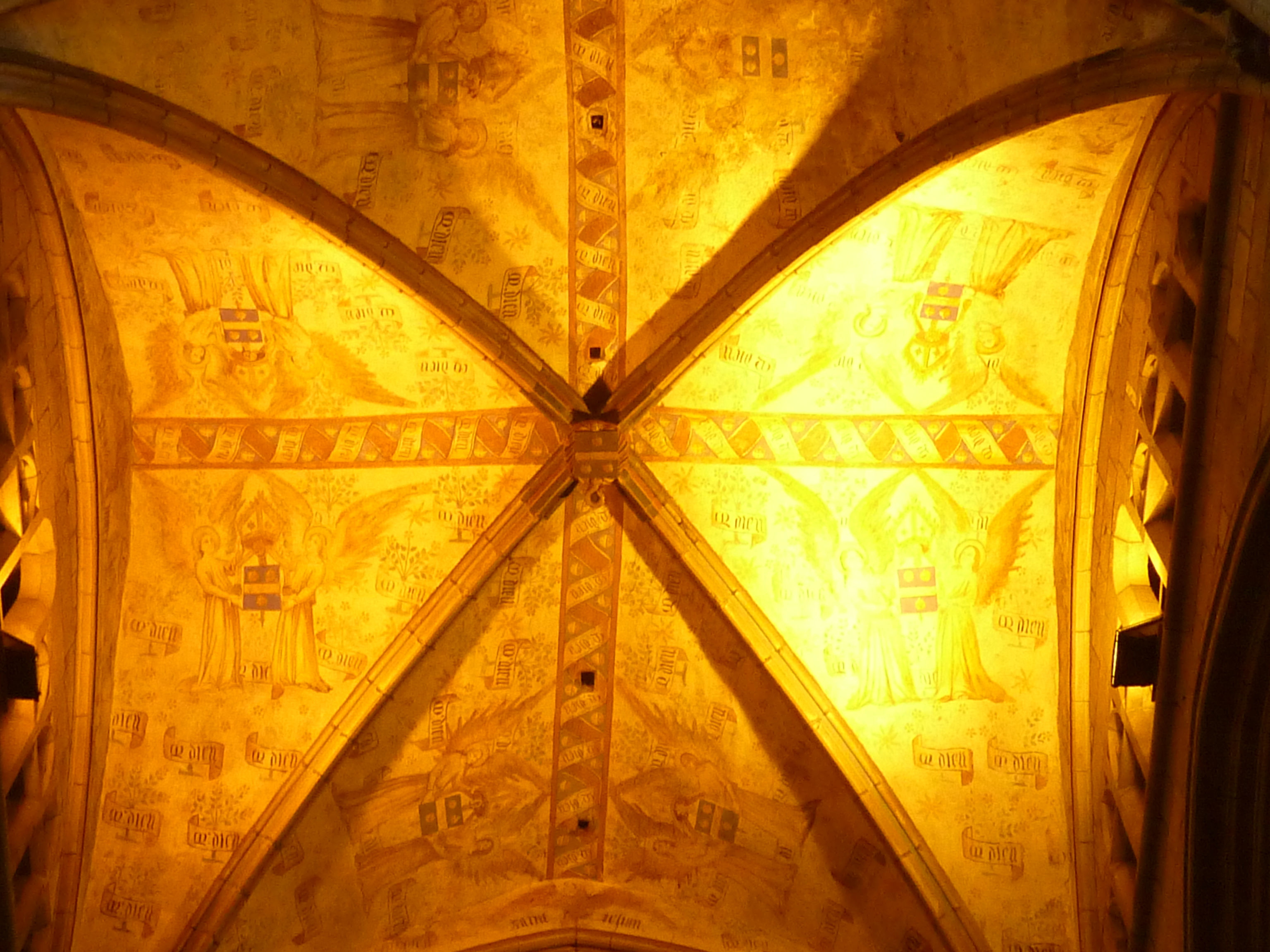
El crucero del transepto
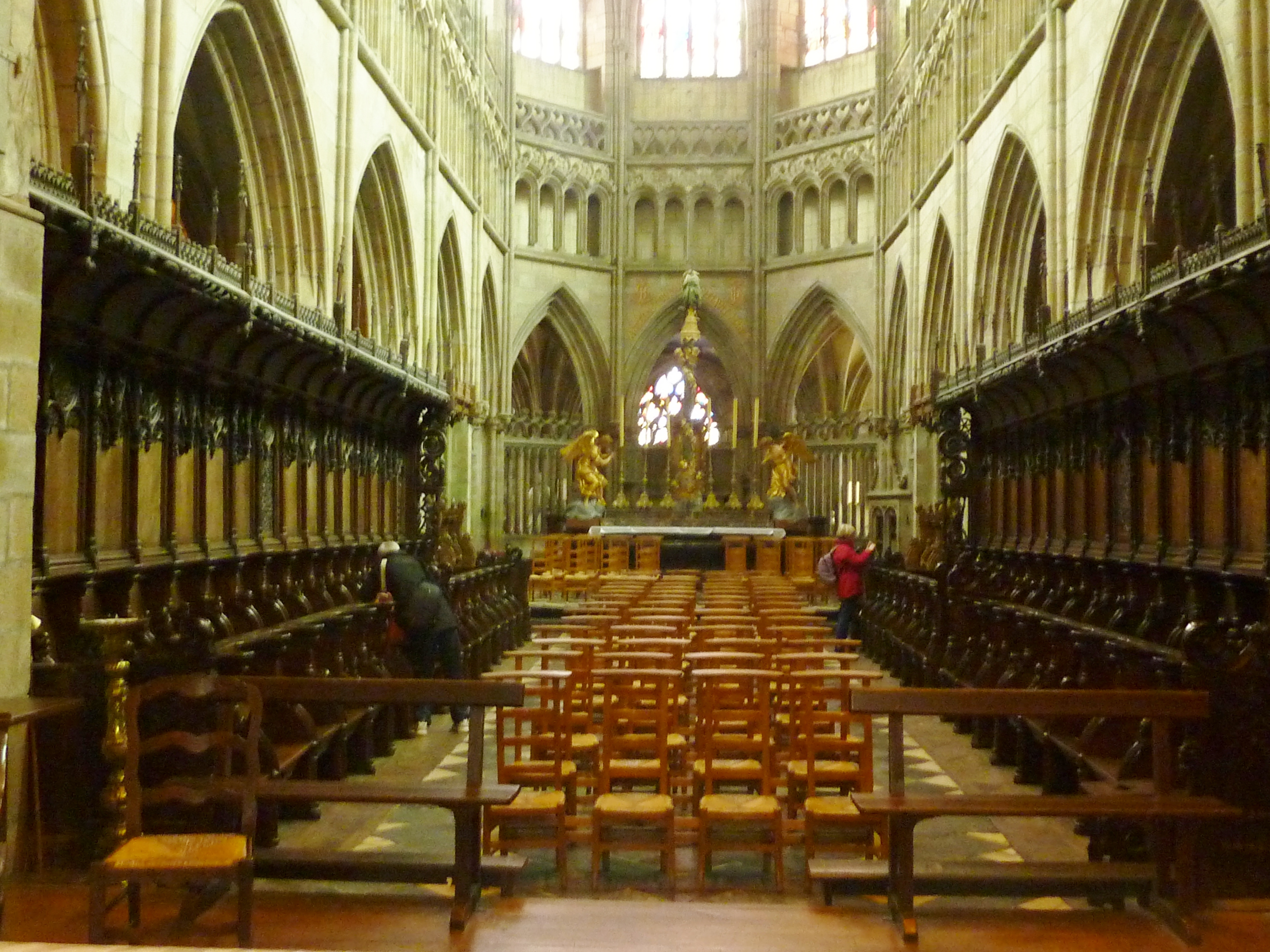
El coro

## Galería de imágenes

Detalles del mobiliario
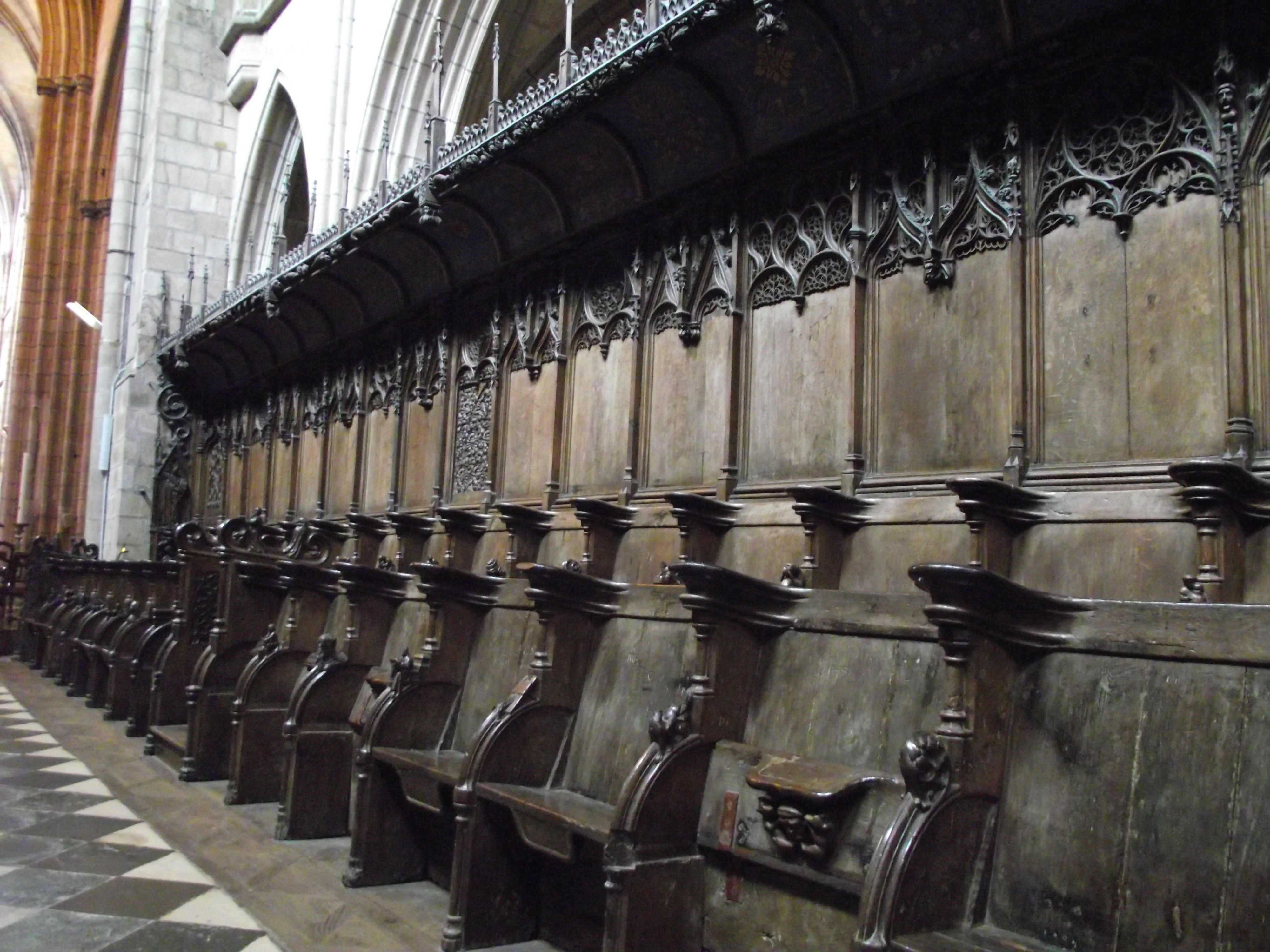
66 sillerías de 1512 y sus miséricordes
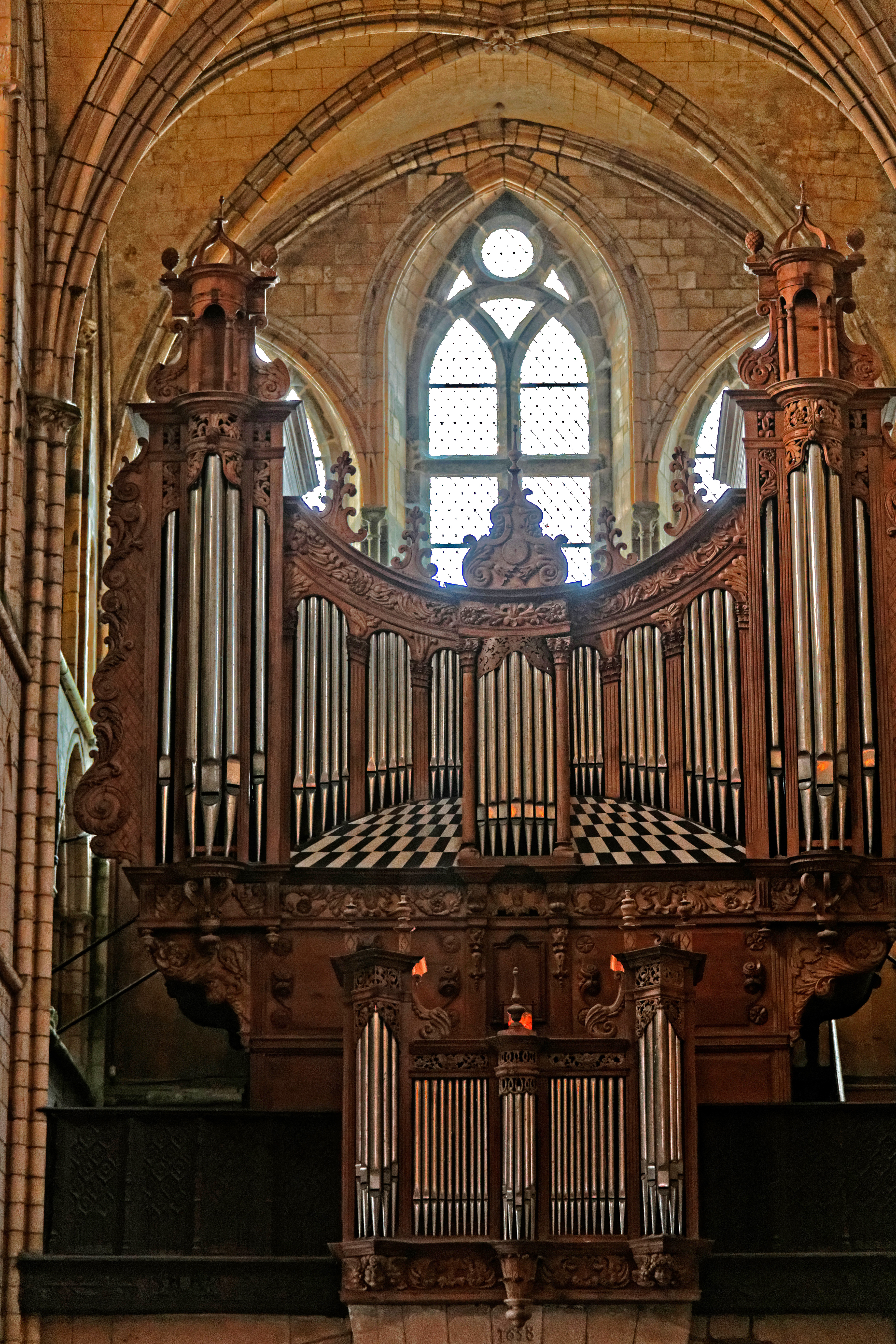
Gran órgano de 1660
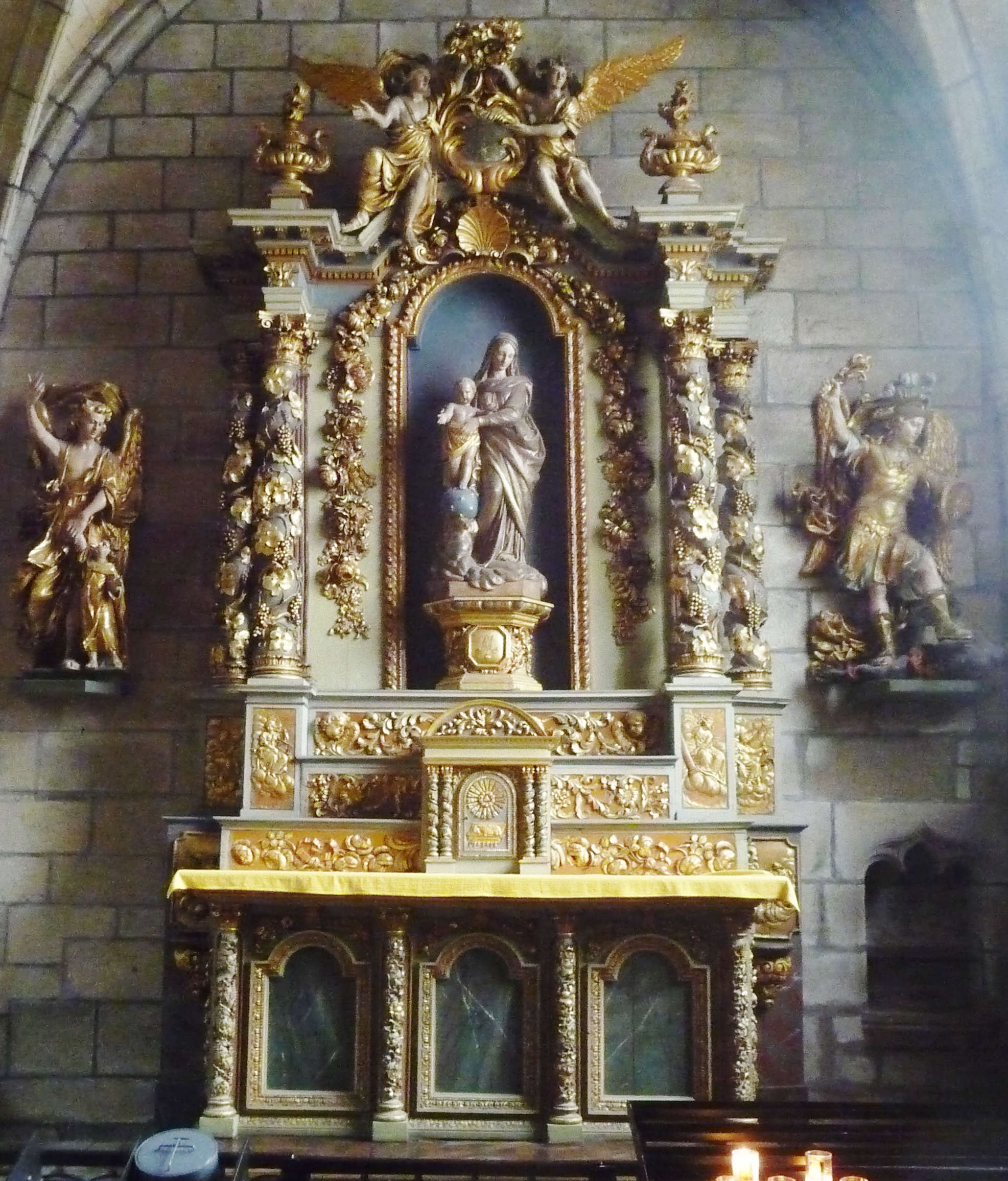
Retable Notre-Dame du Mont Carmel
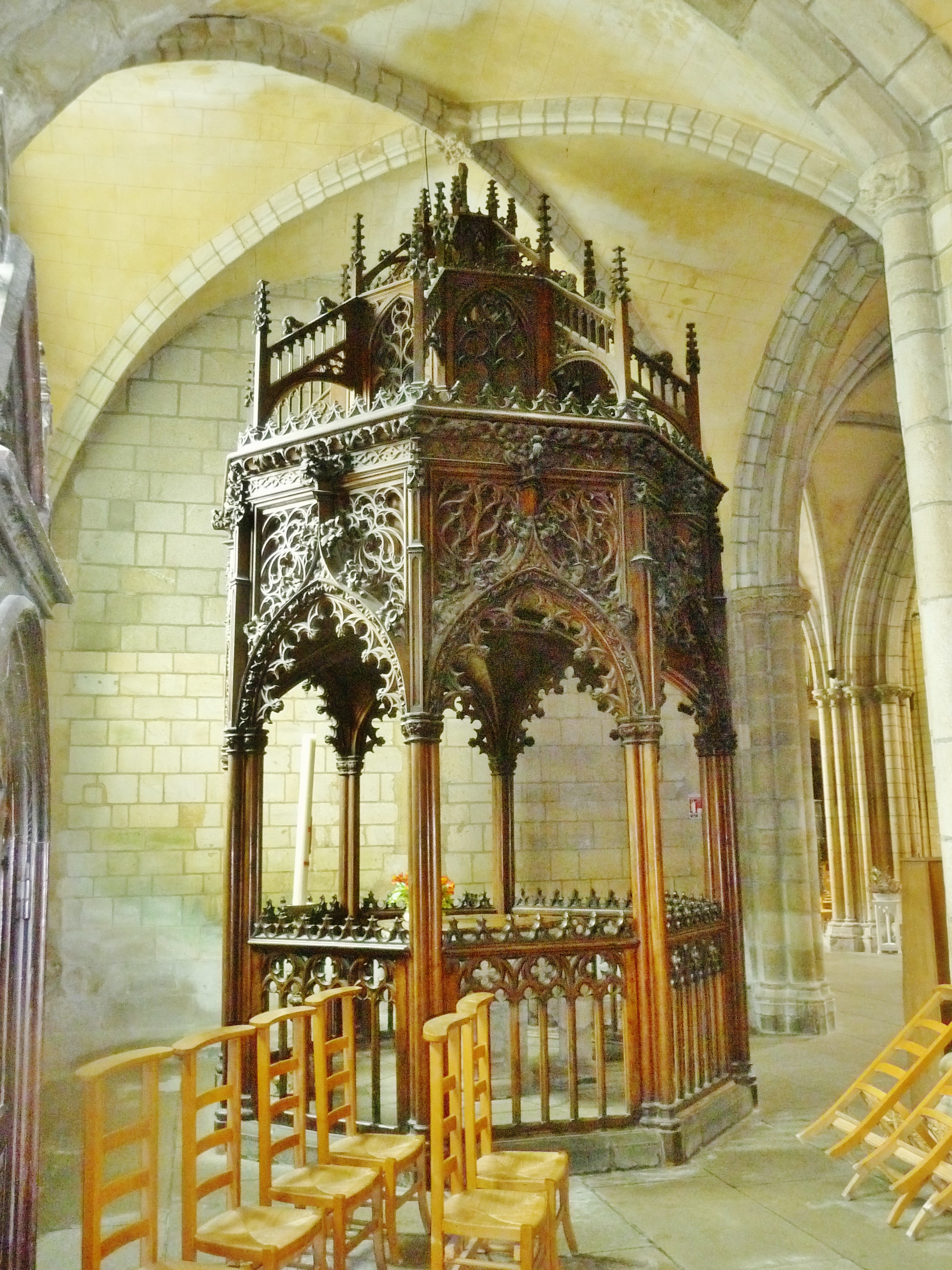
Las pilas bautismales
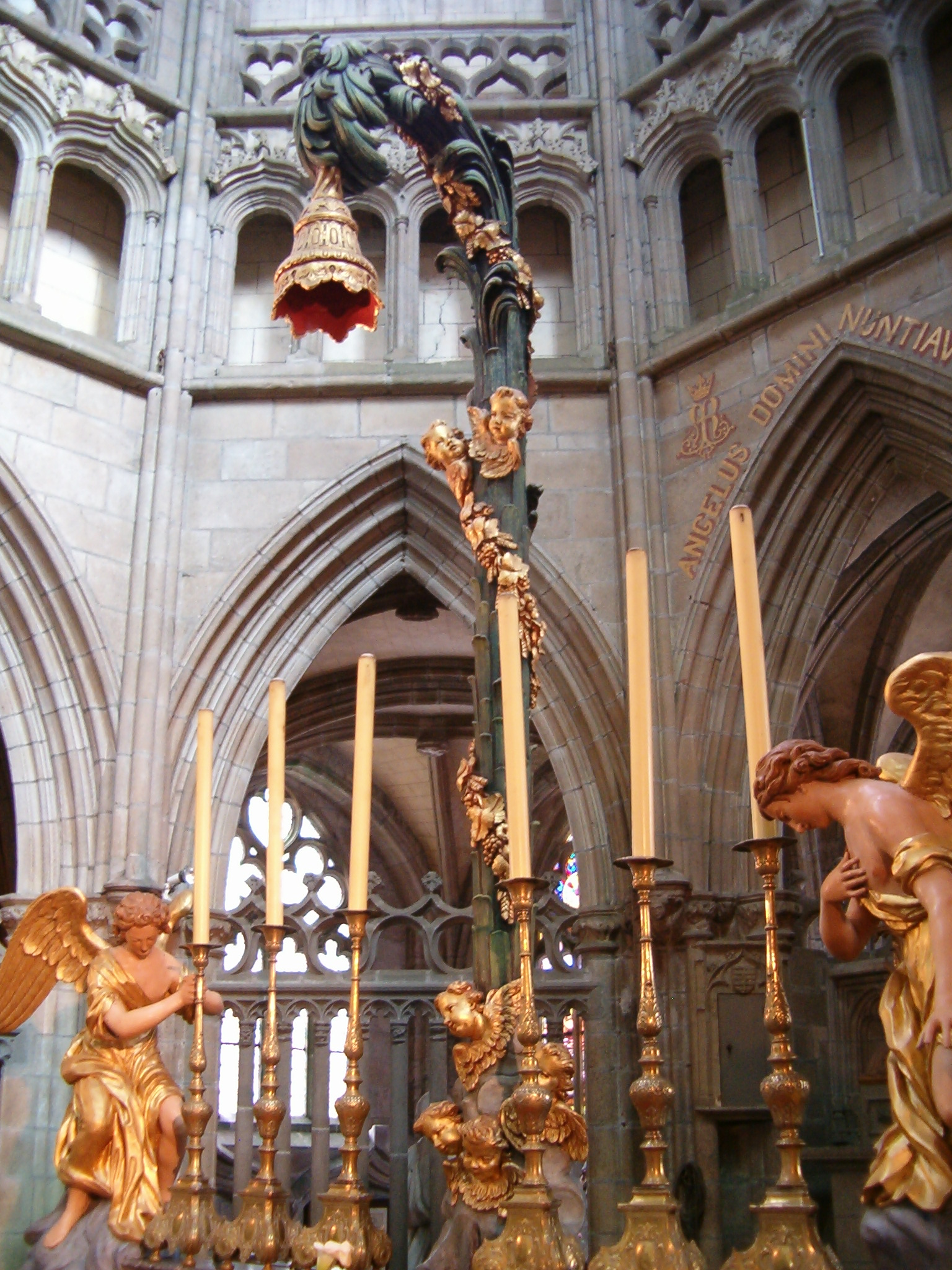
El ciborium
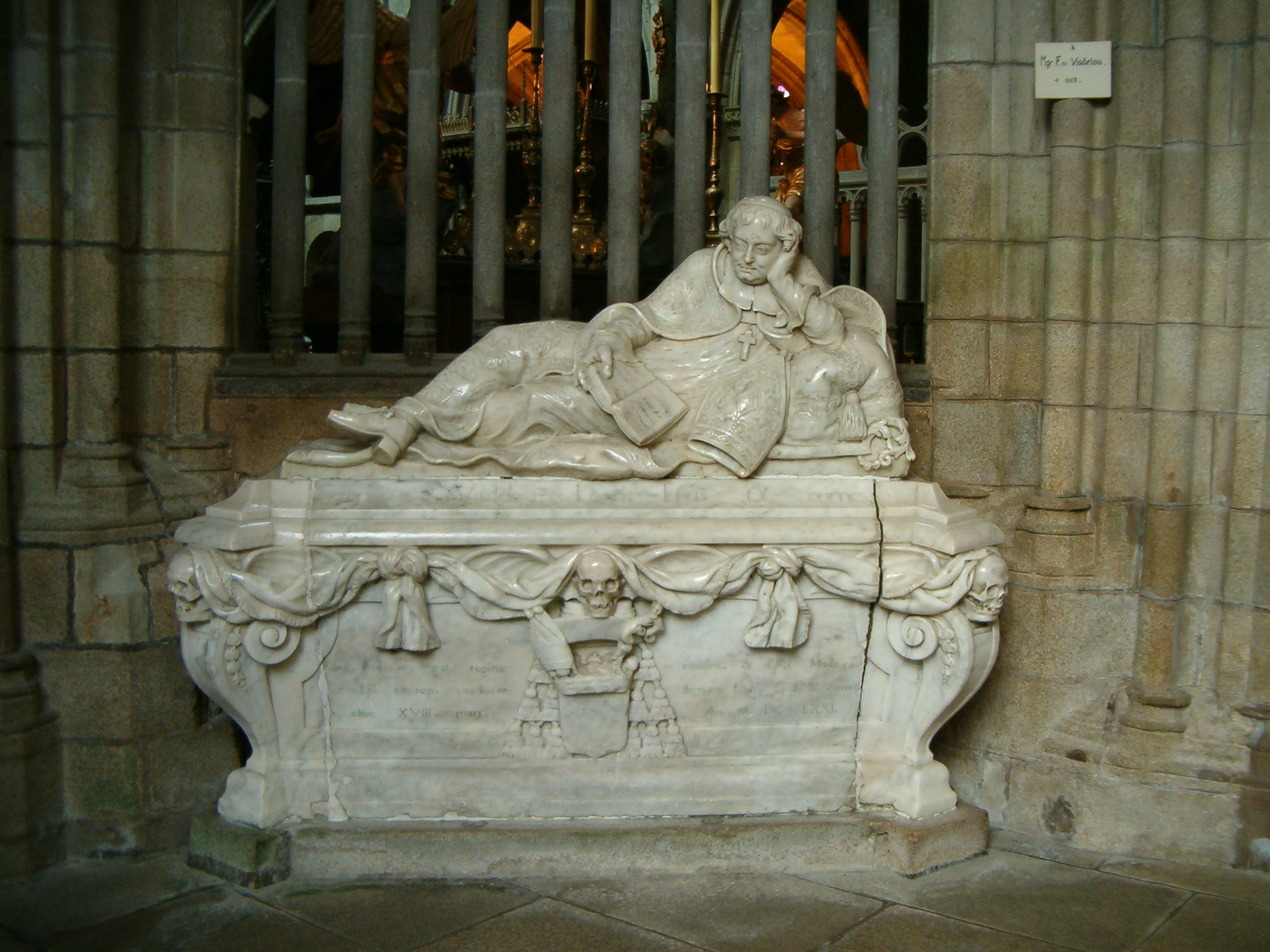
Tumba de monseñor de Visdelou
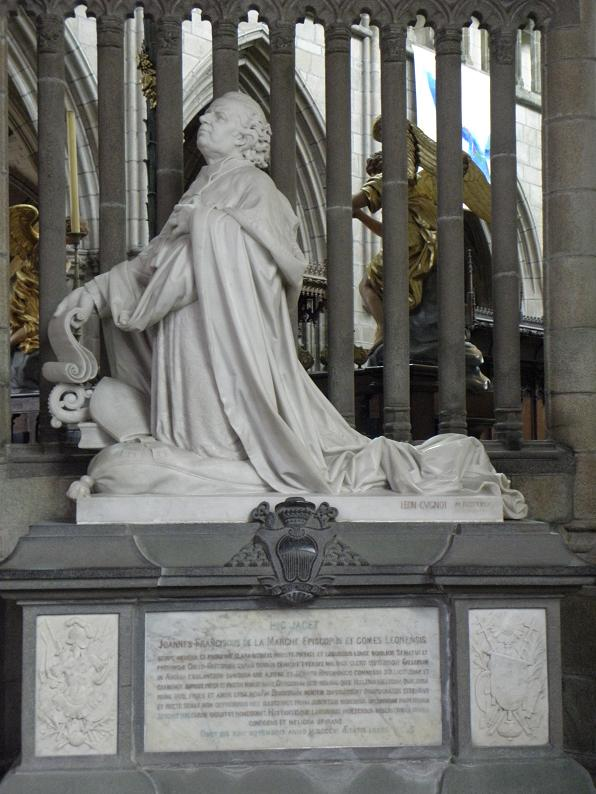
Monumento funerario de monseñor de La Marche
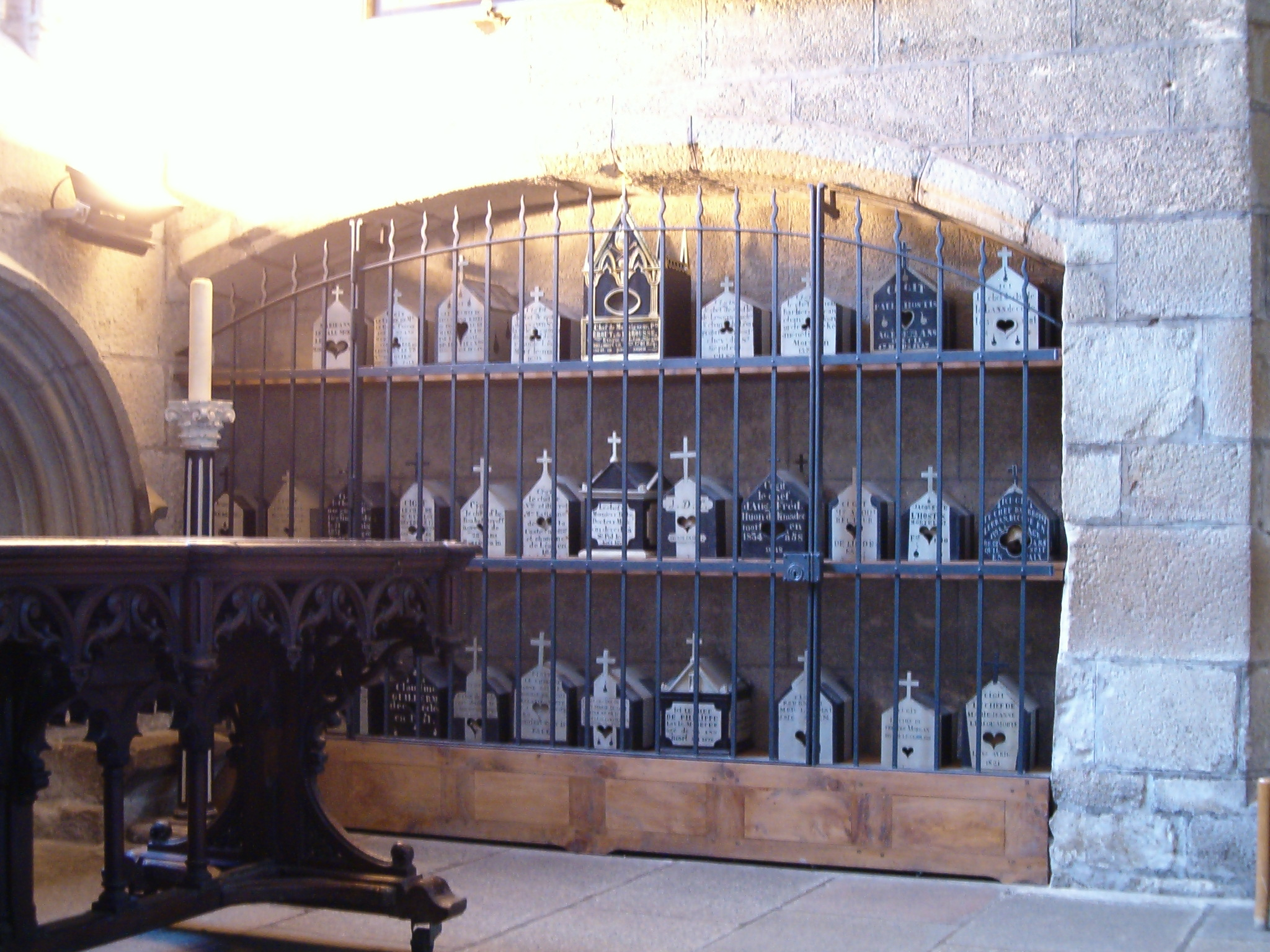
Las boîtes à crânes
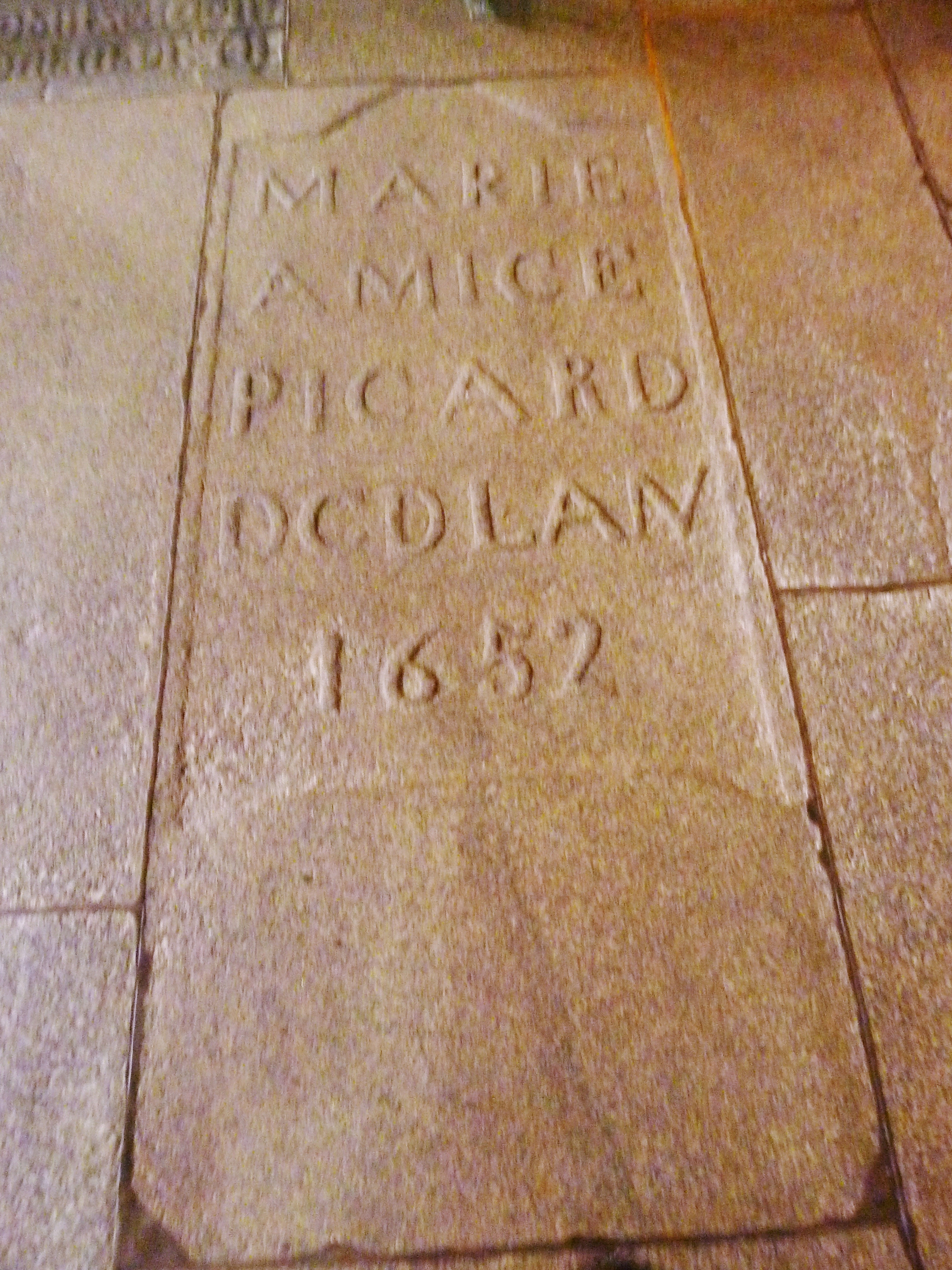
Piedra tumbal de Marie-Amice Picard

Vitrales
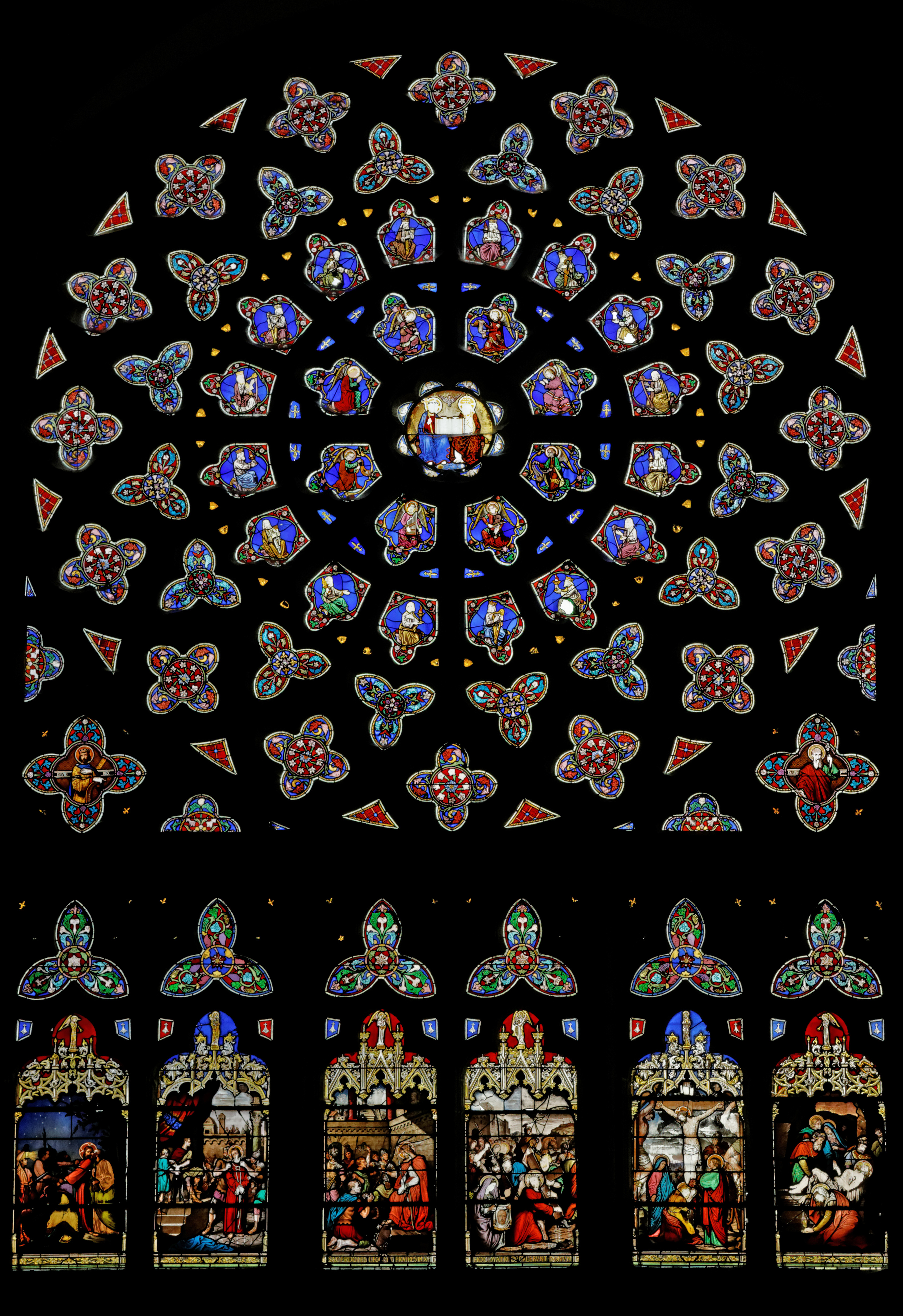
Rosace et vitraux de la Trinité des Anges et des Saints
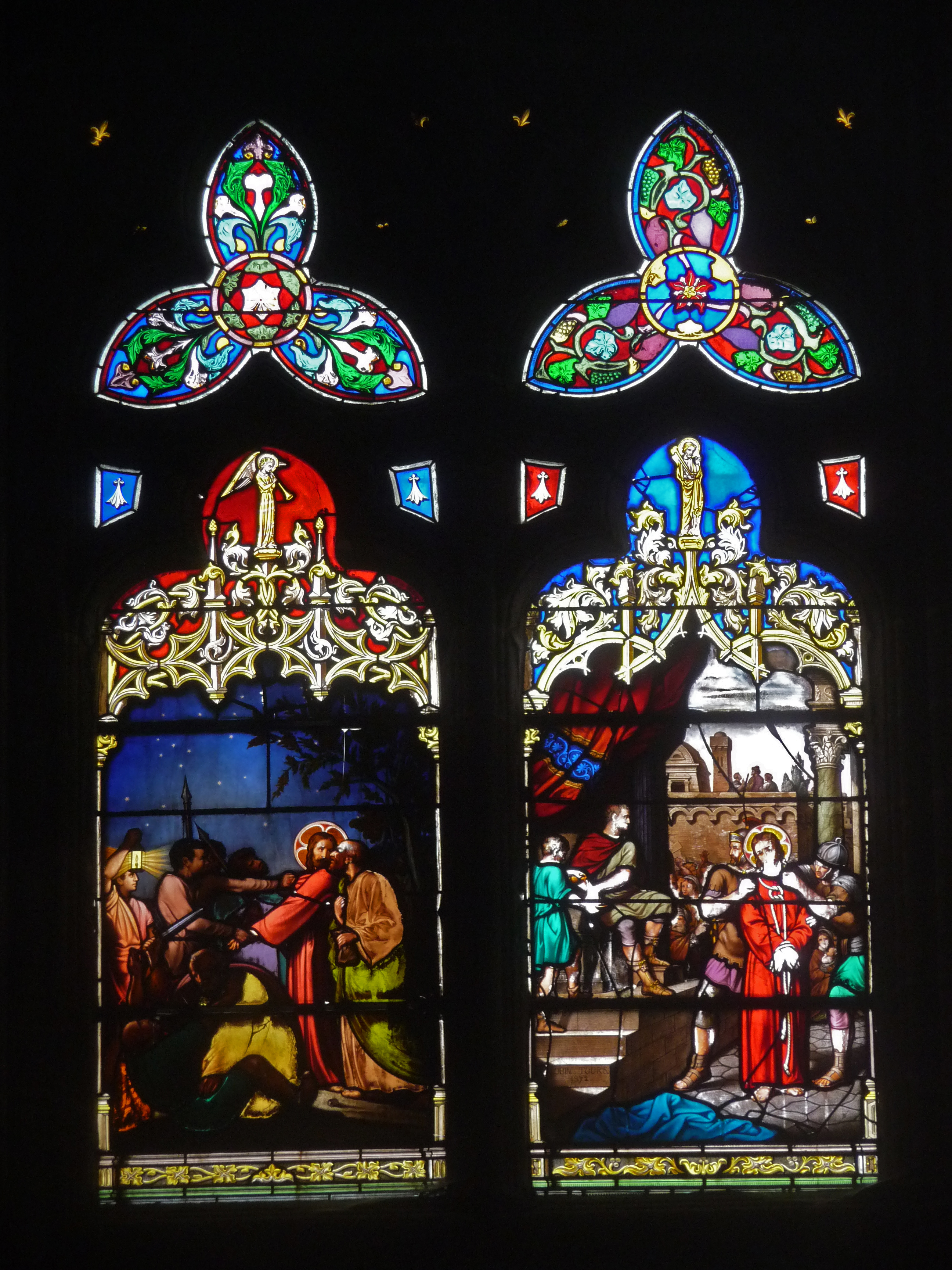
Passion du Christ 1 : Reniement et Condamnation
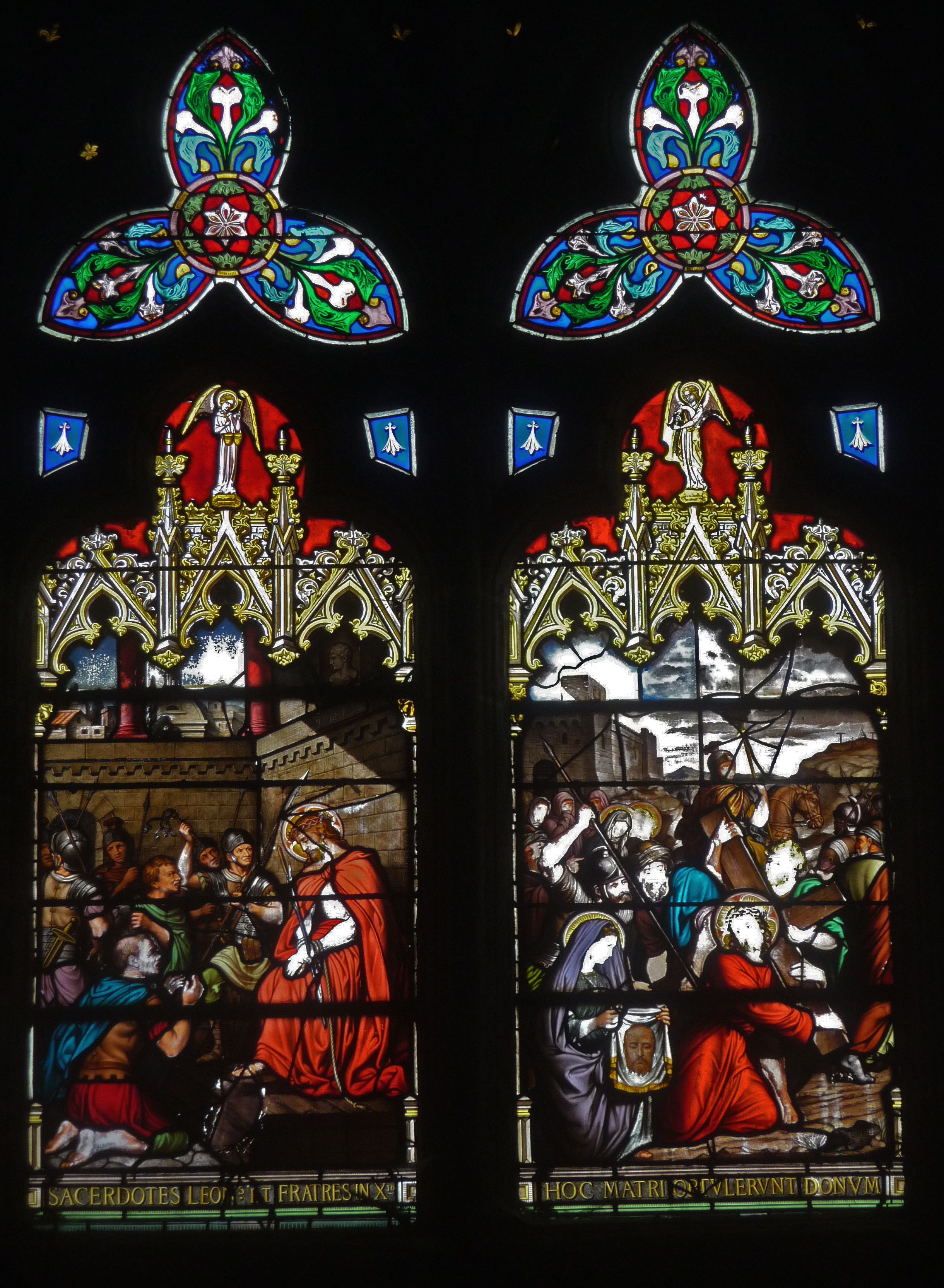
Passion du Christ 2 : Condamnation et Montée au Golgotha
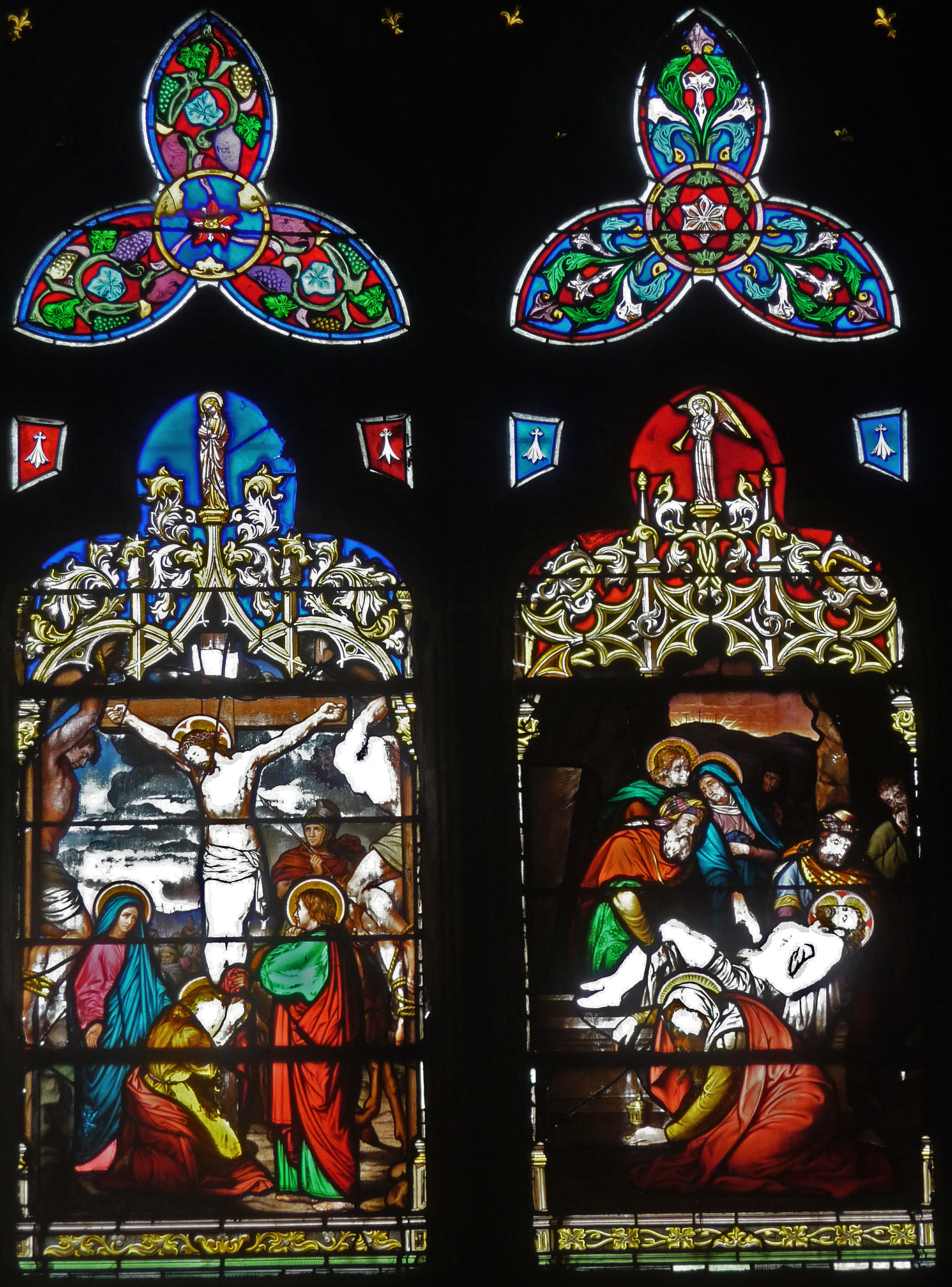
Passion du Christ 3 : Crucifixion et Mise au tombeau
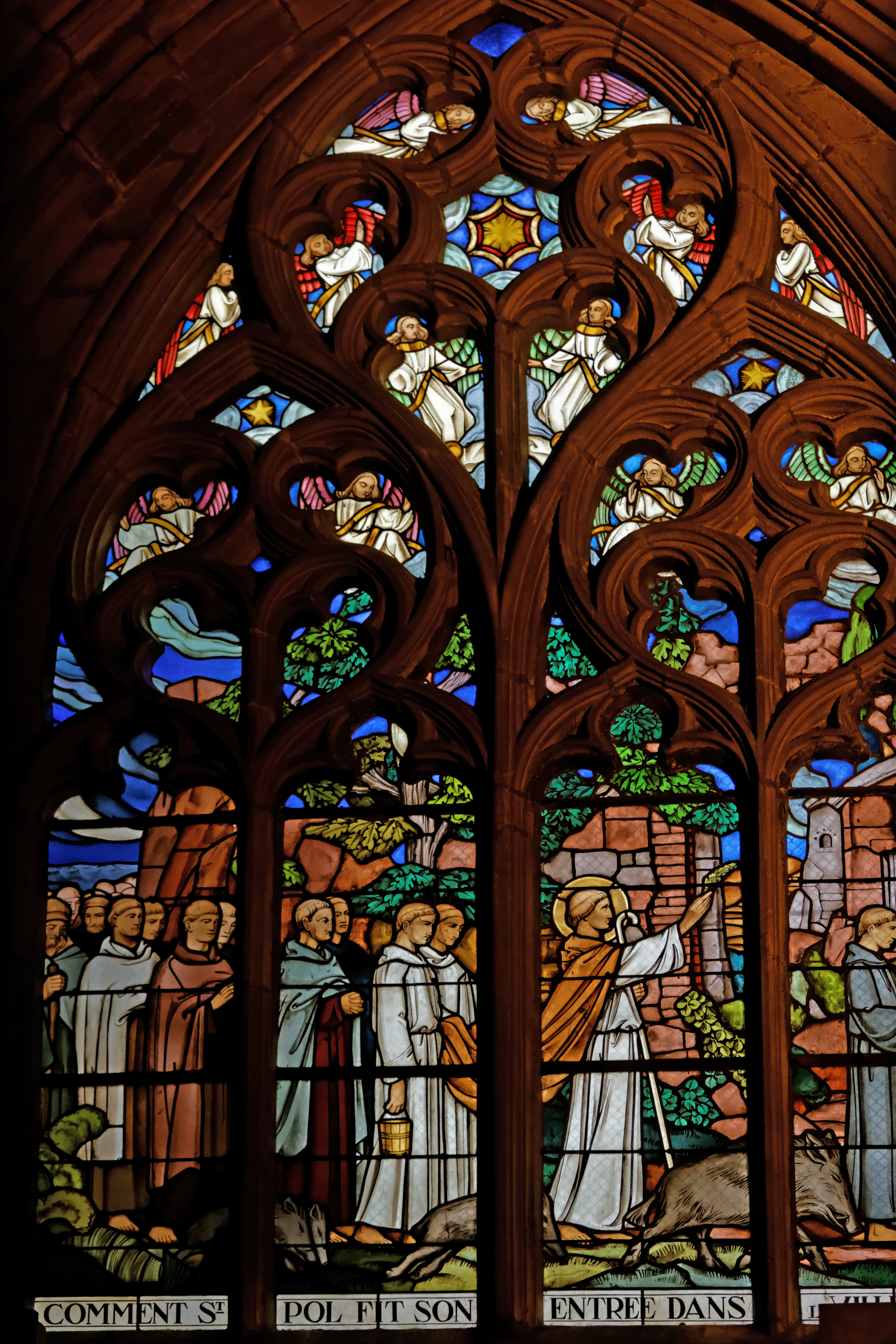
Comment Saint-Pol-Aurélien fit son entrée dans la ville
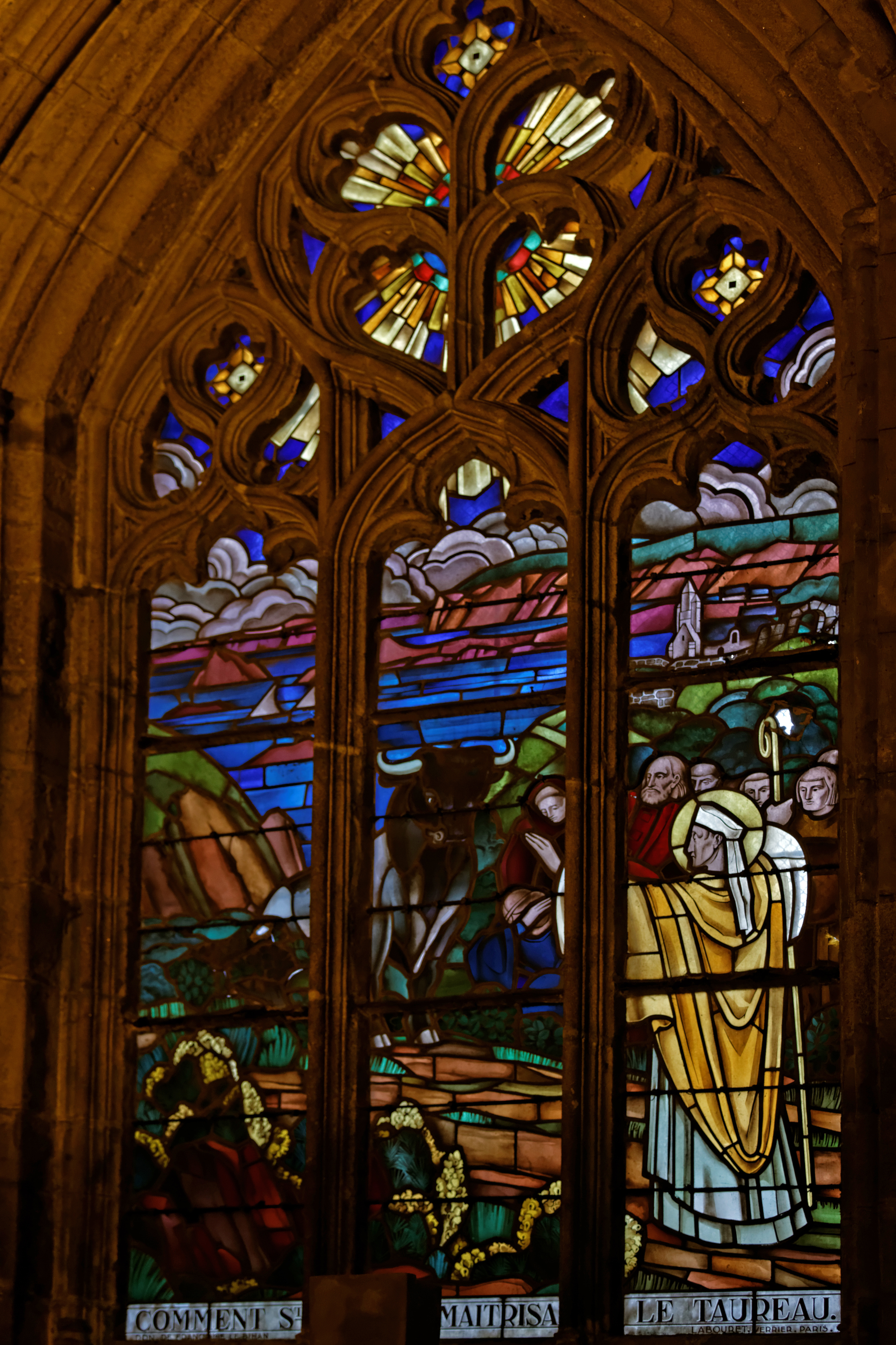
Comment Saint Paul maîtrisa le taureau
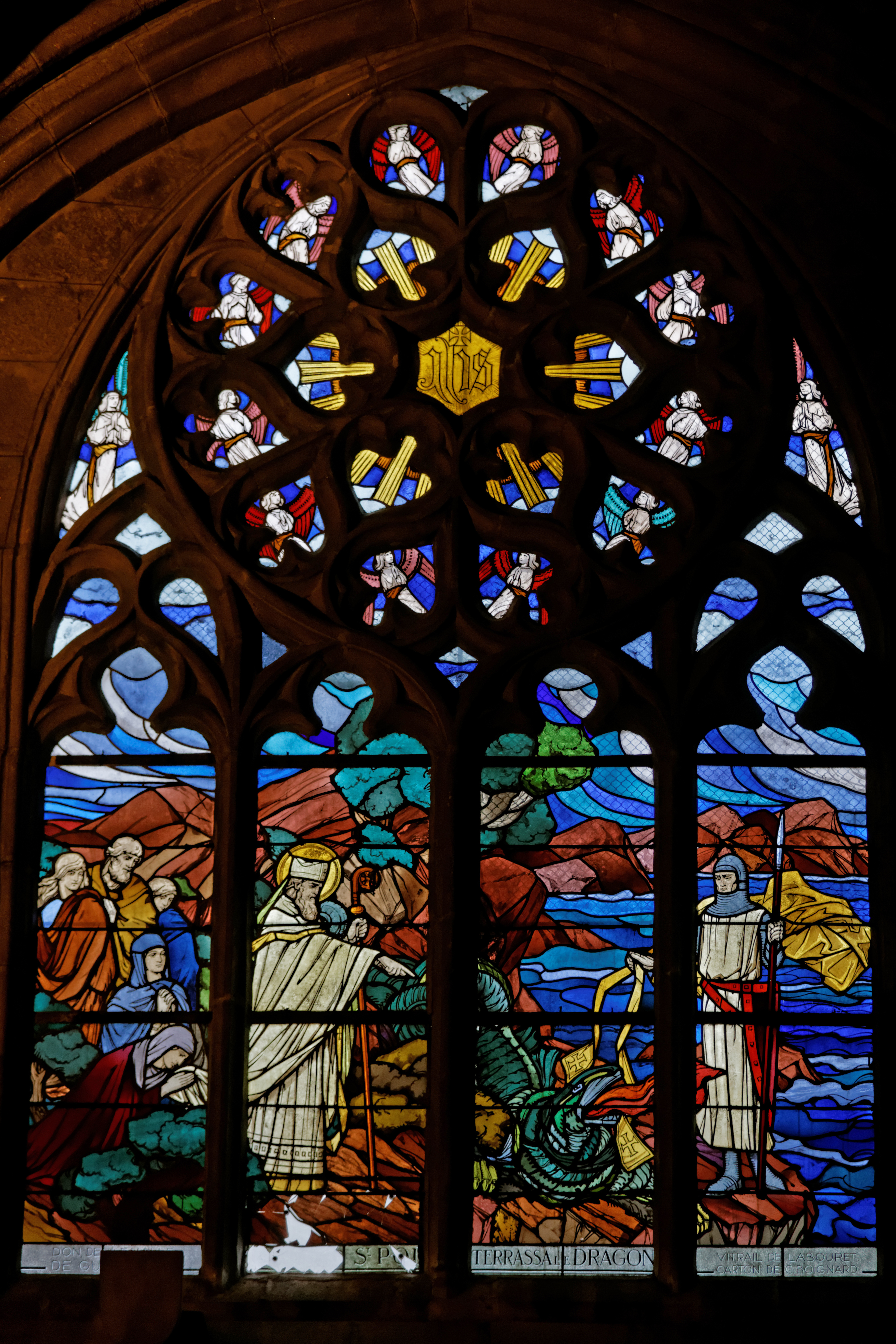
Comment Saint Paul terrassa le dragon de l'Elorn
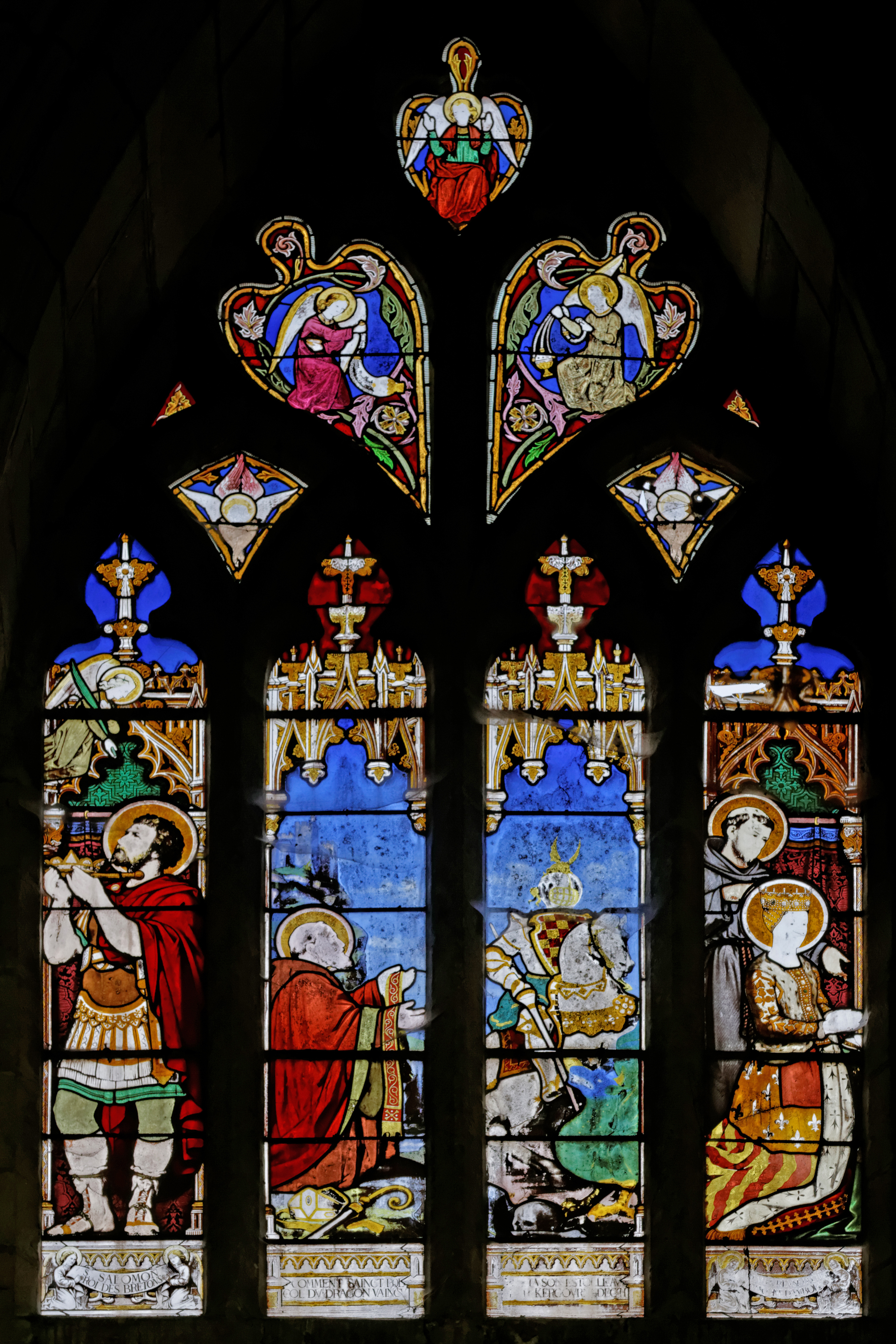
Comment St-Pol passa son étole au cou du dragon
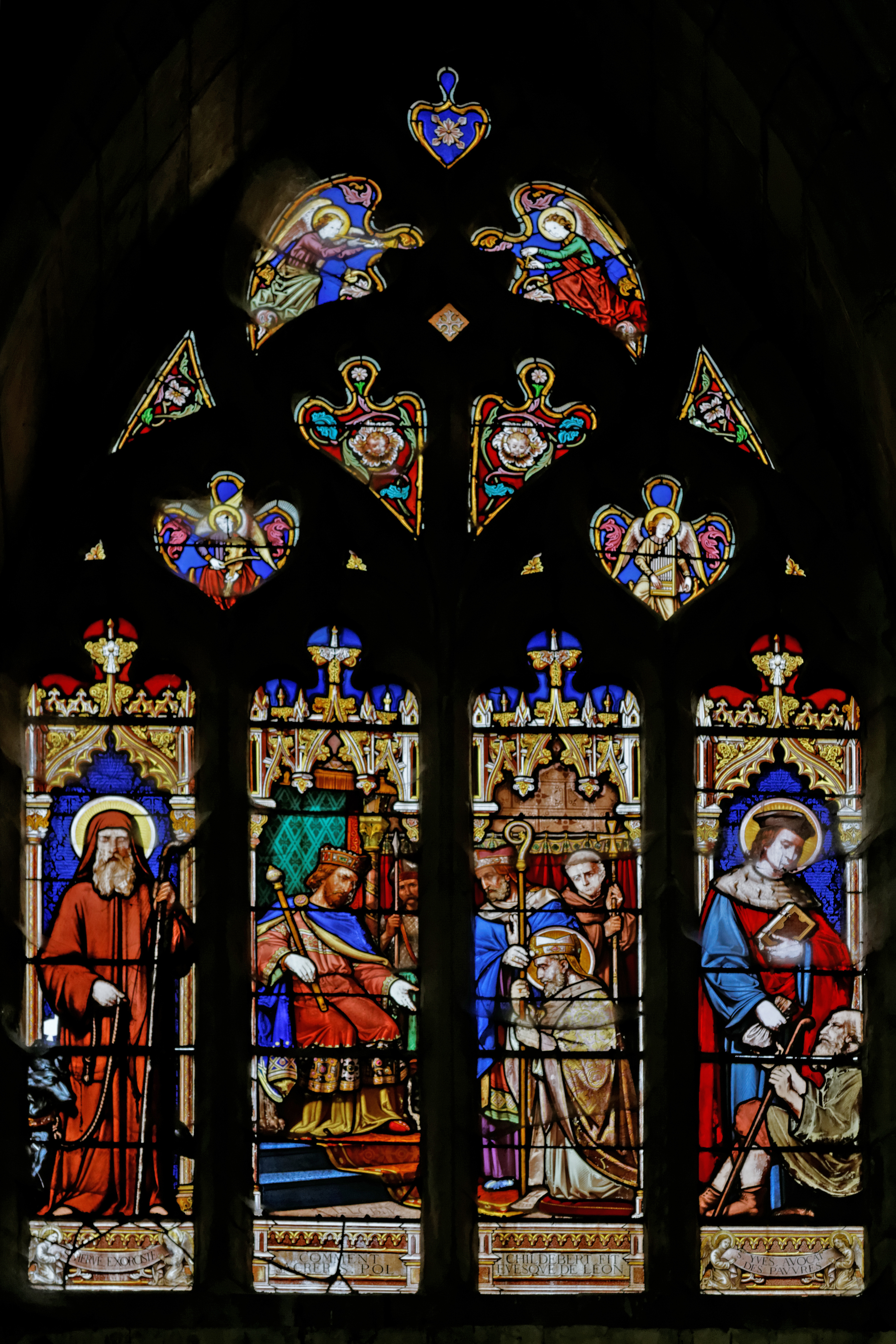
Comment Childebert fit sacrer St Pol évêque de Léon
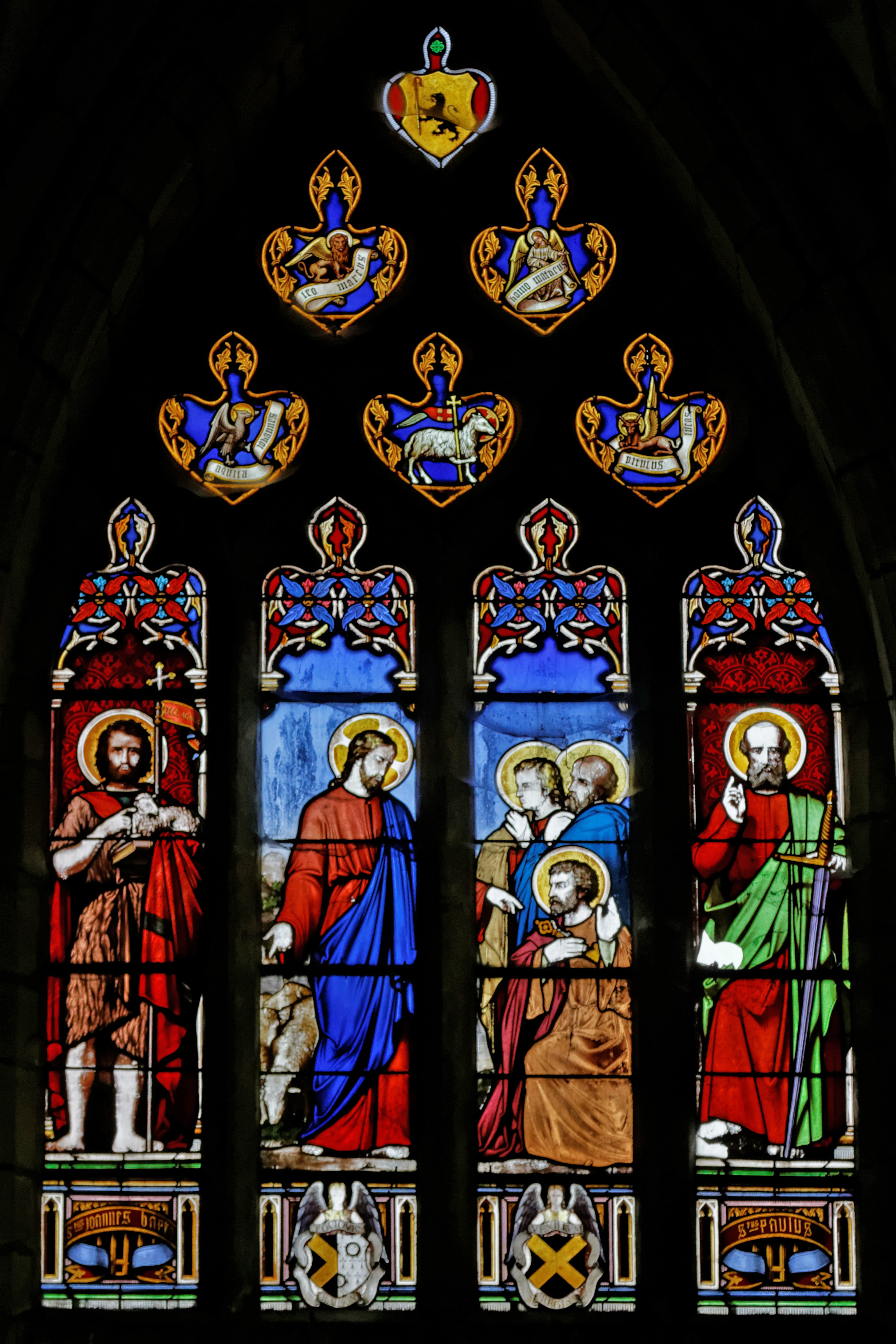
Confession de Saint Pierre, St Jean-Baptiste, St Paul
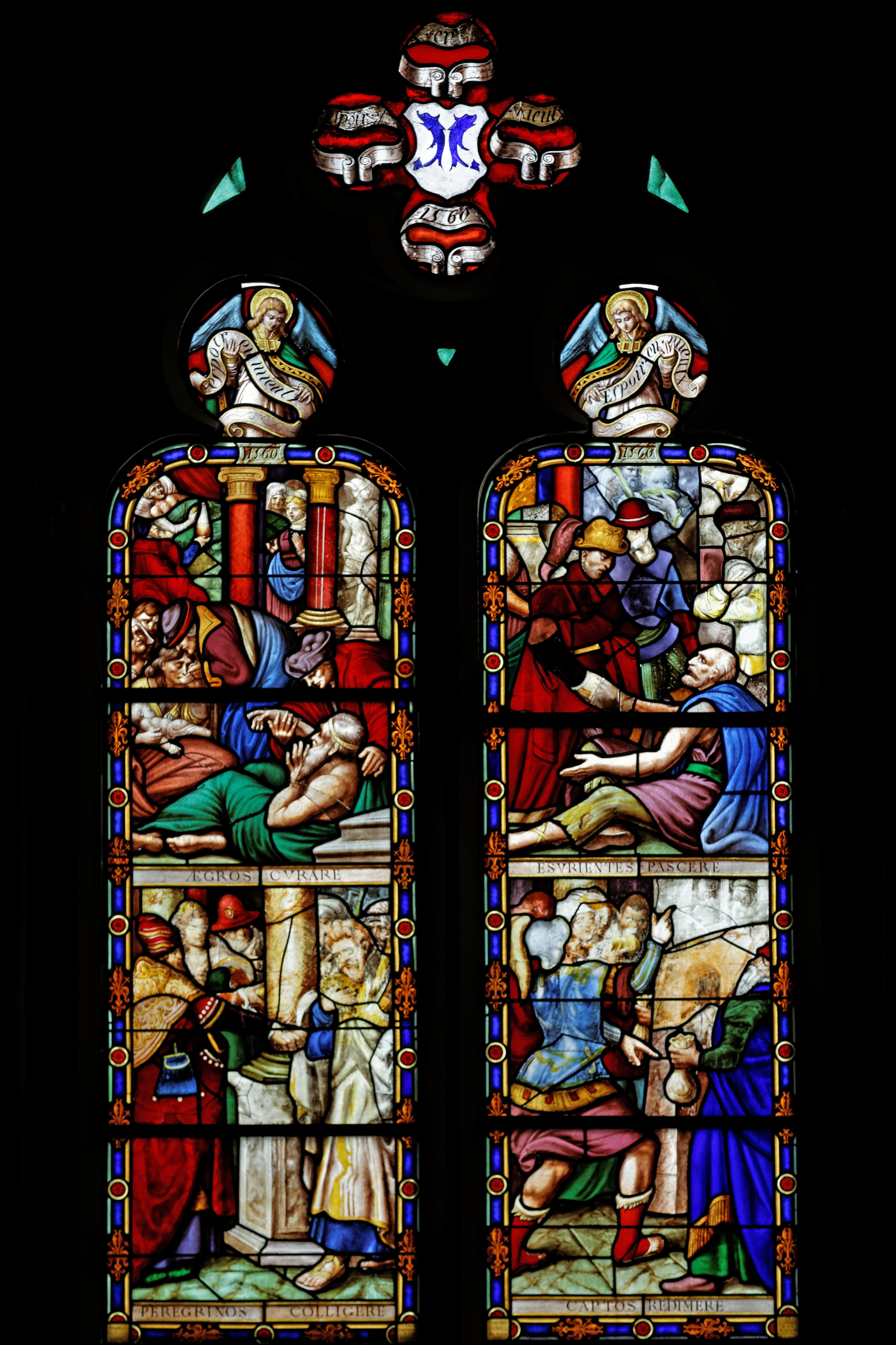
4 scènes : pèlerins, captifs, malades et affamés
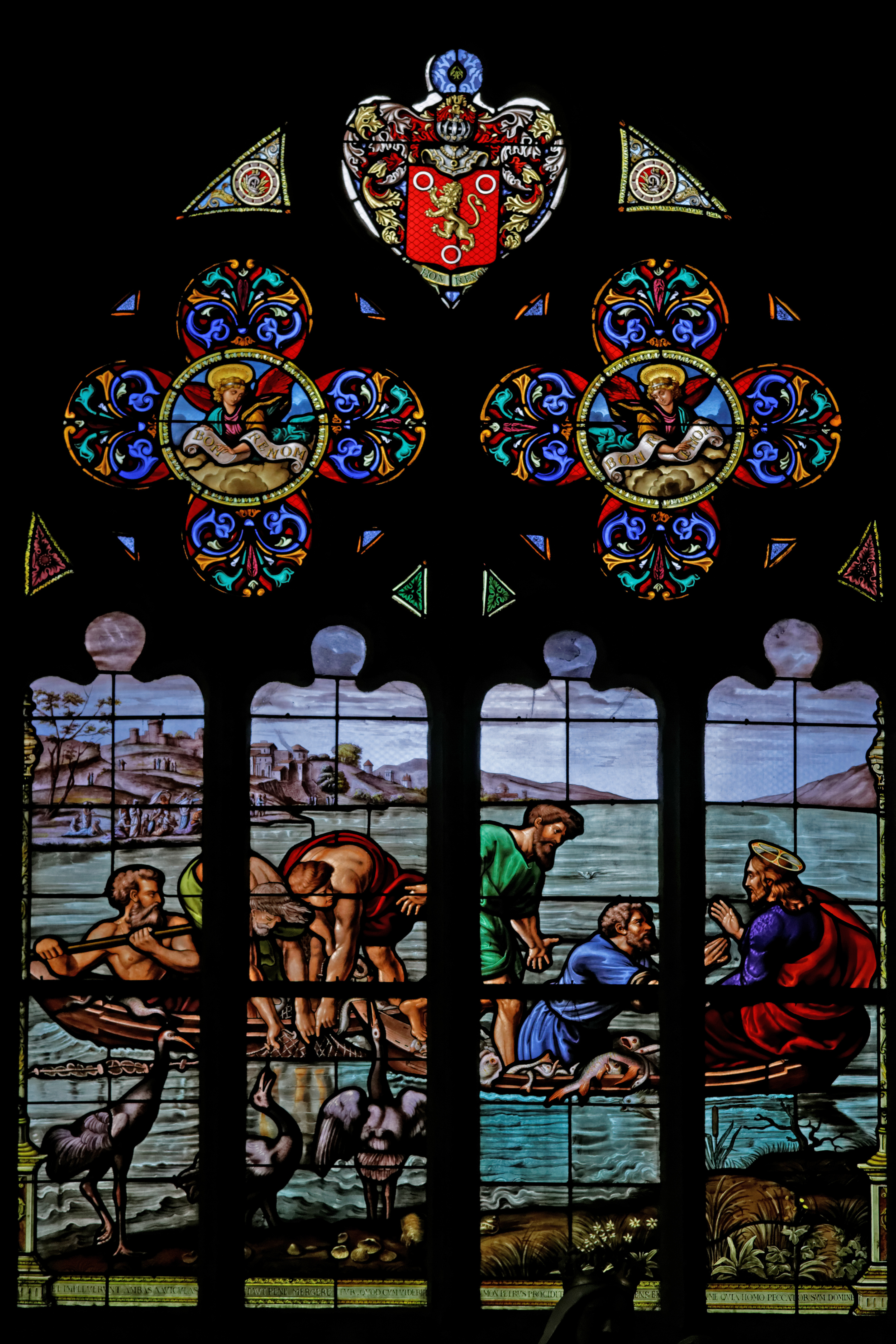
Une Pêche miraculeuse
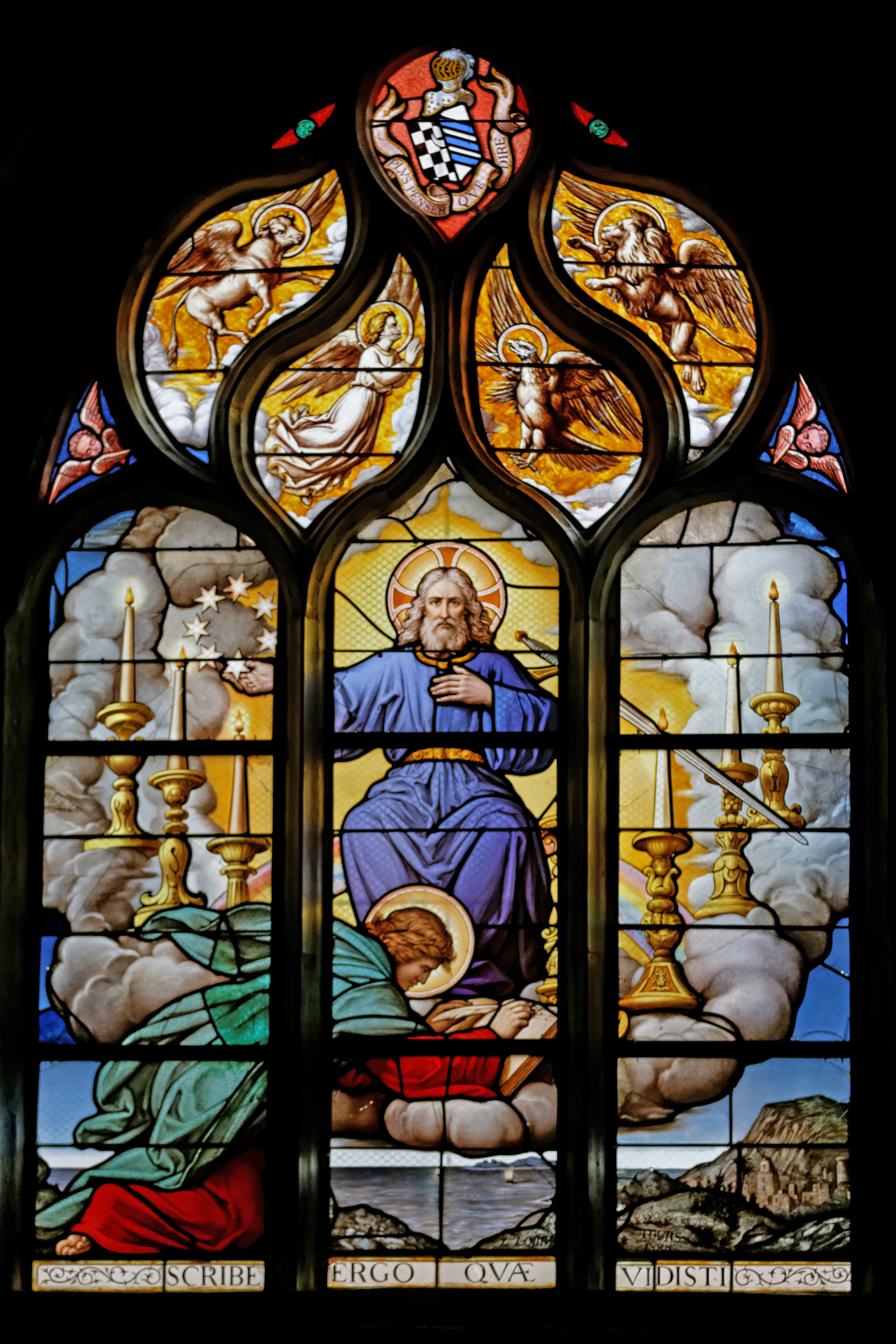
L'Apocalypse : Saint Jean à Patmos
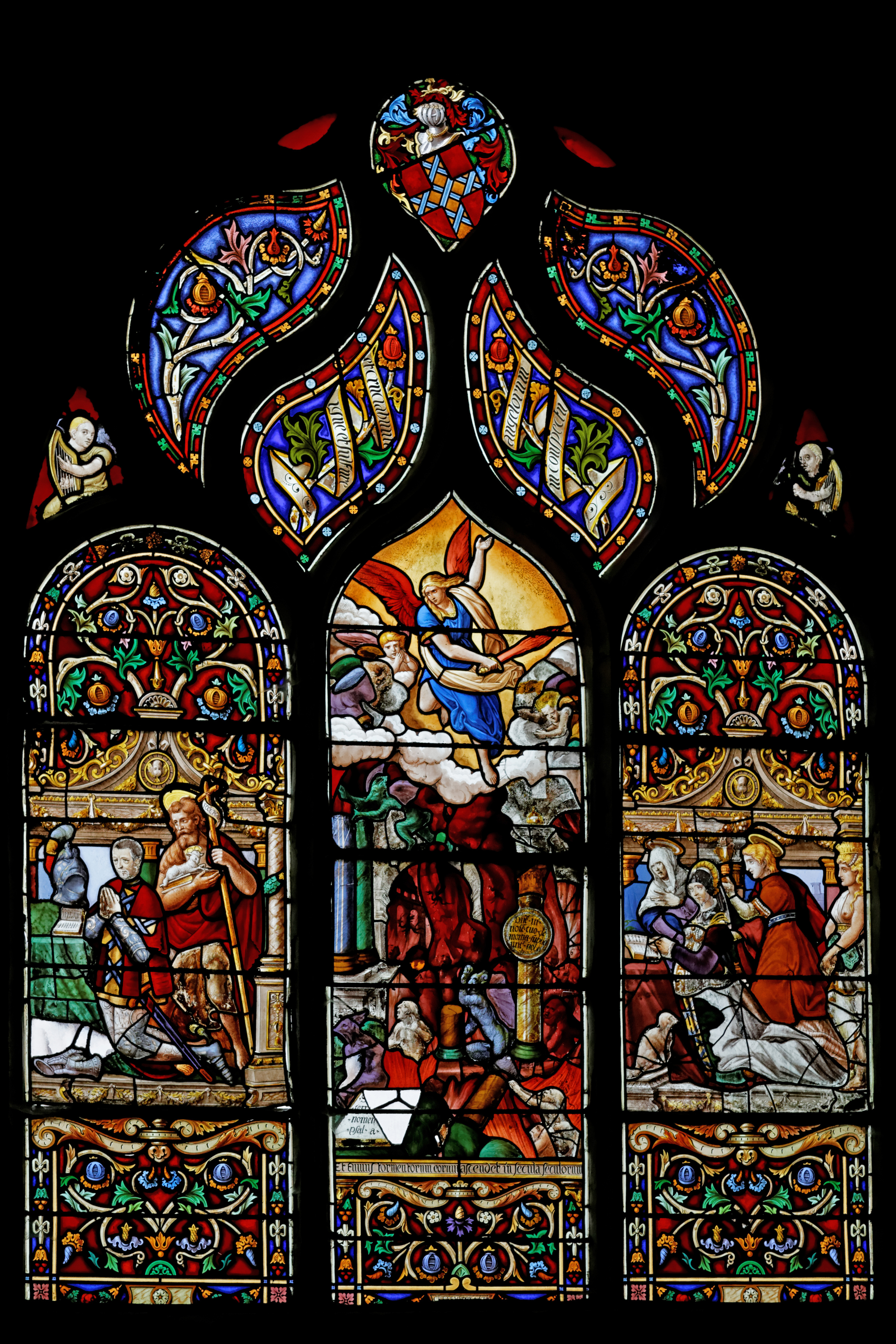
L'Ange du Jugement et la chute des damnés
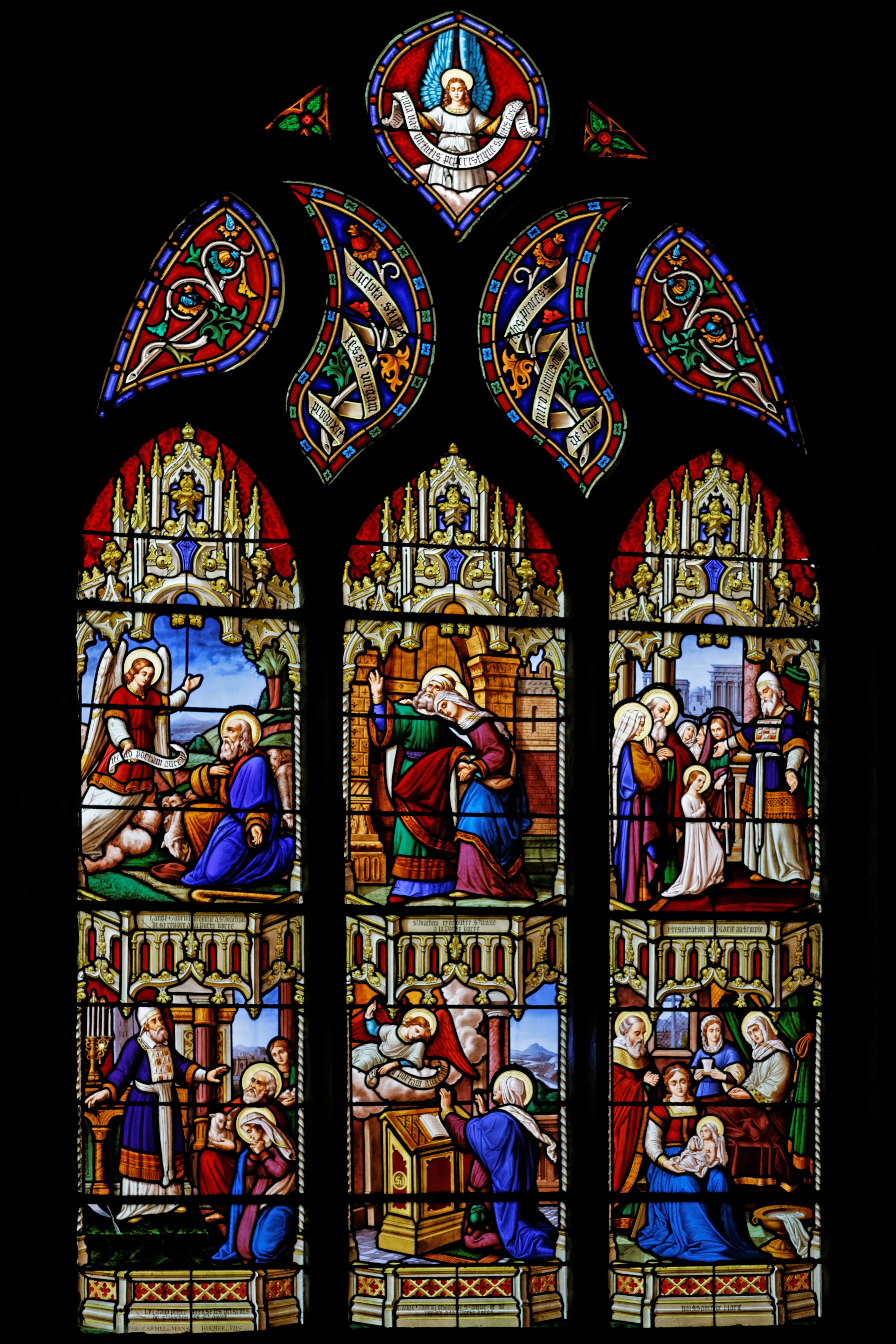
6 scènes de la vie des parents de la Vierge Marie
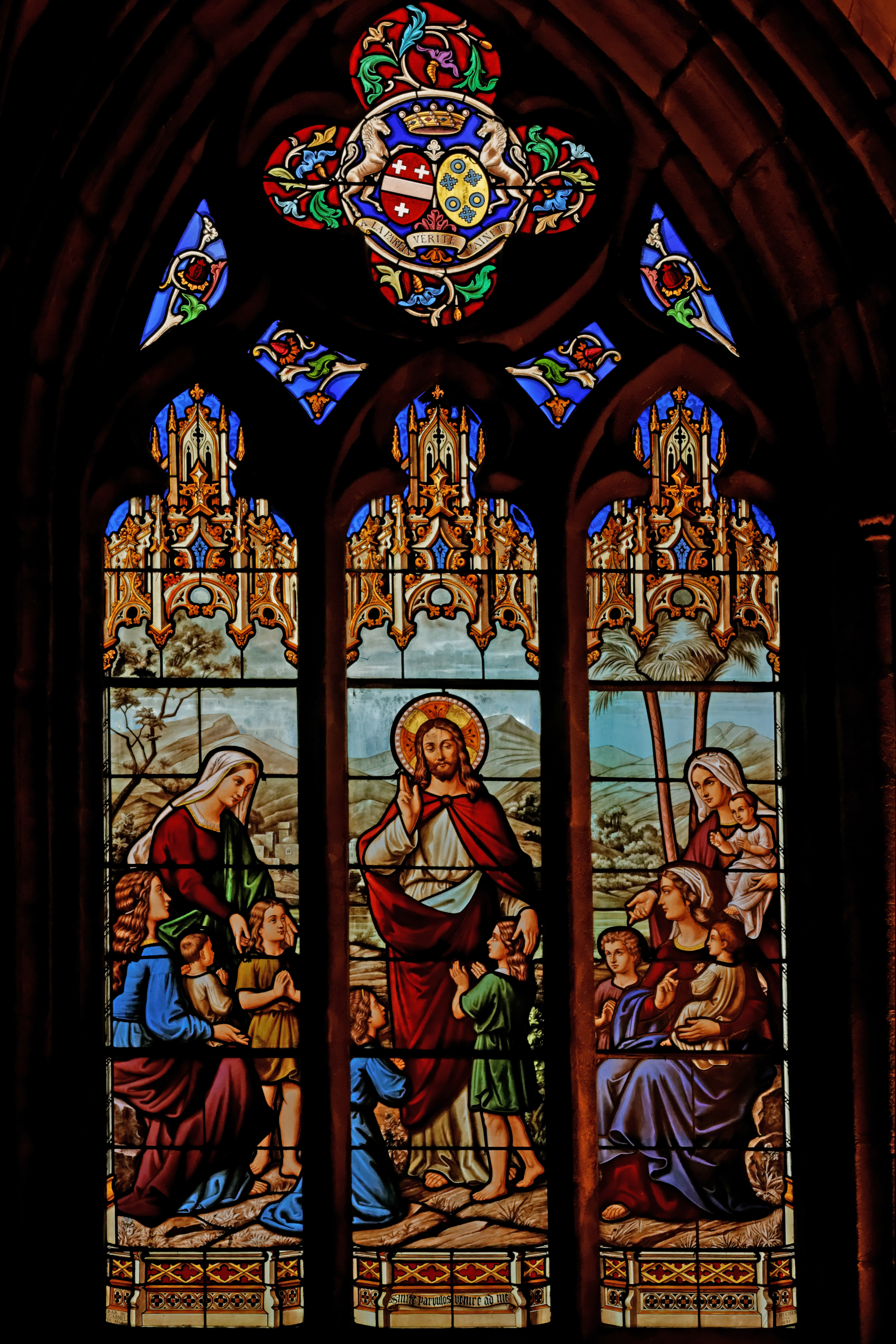
Laissez venir à moi les petits enfants
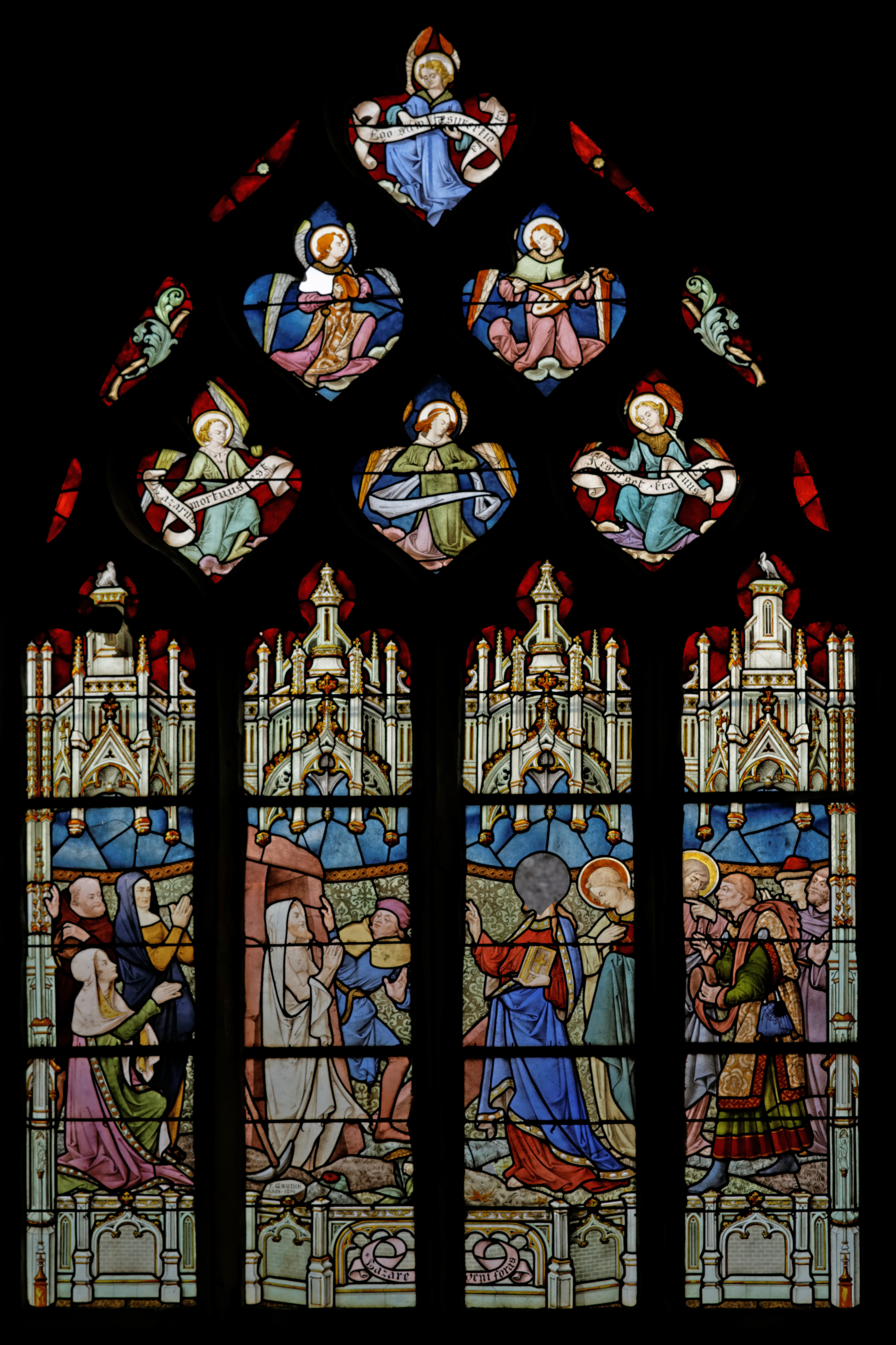
La Résurrection de Lazare
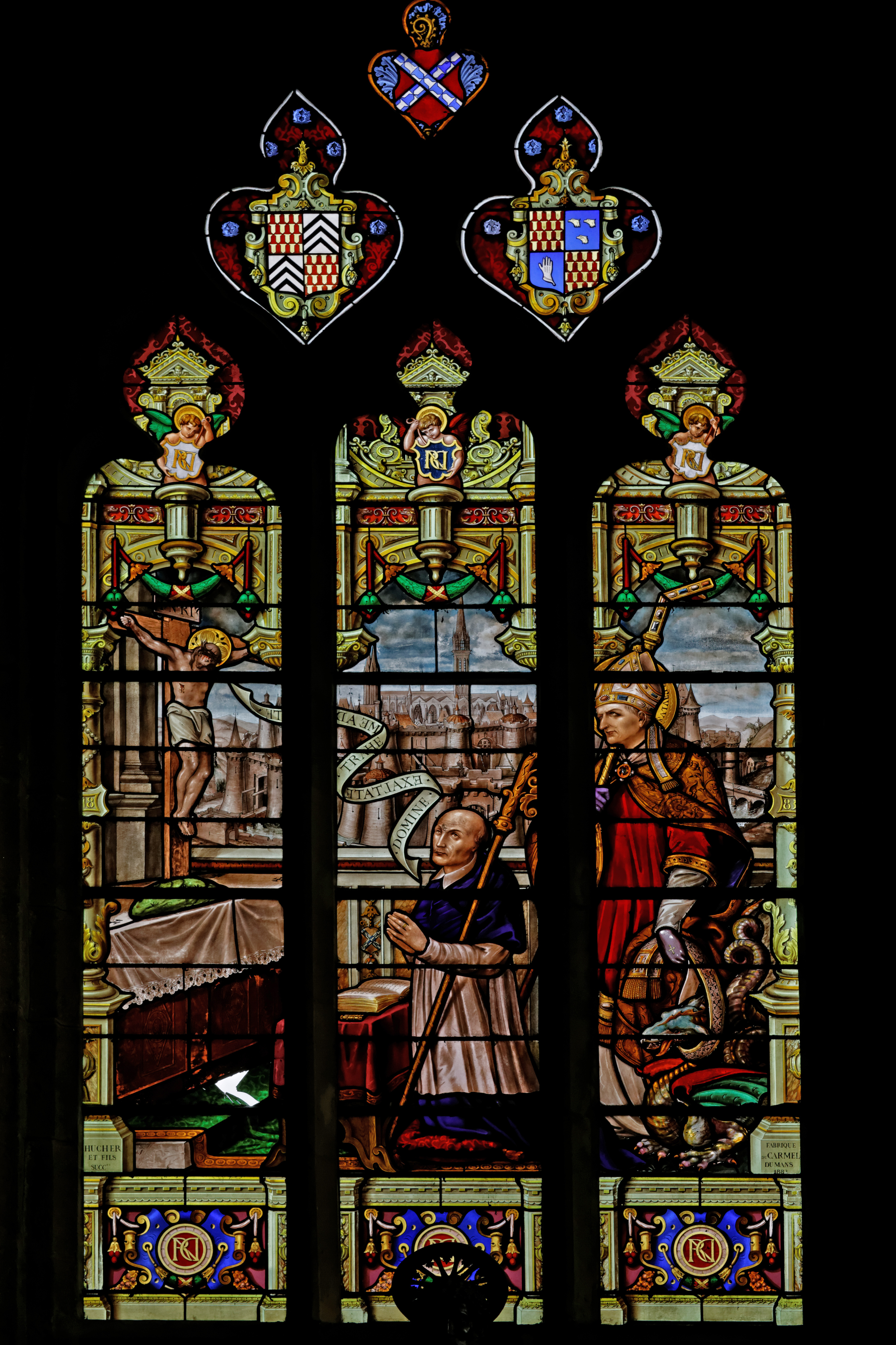
Mgr. de Neufville
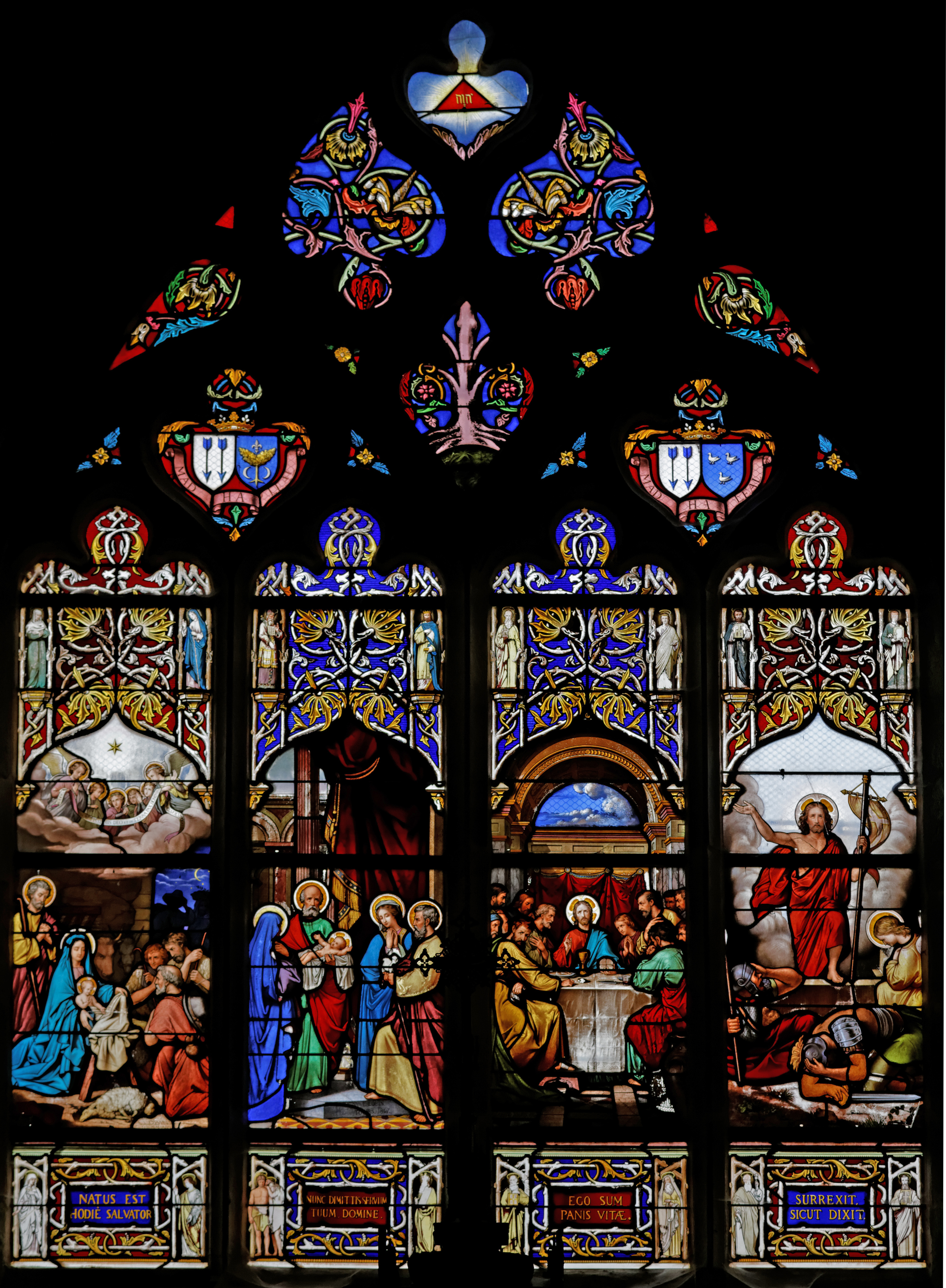
Nativité, Présentation au Temple, Cène et Résurrection
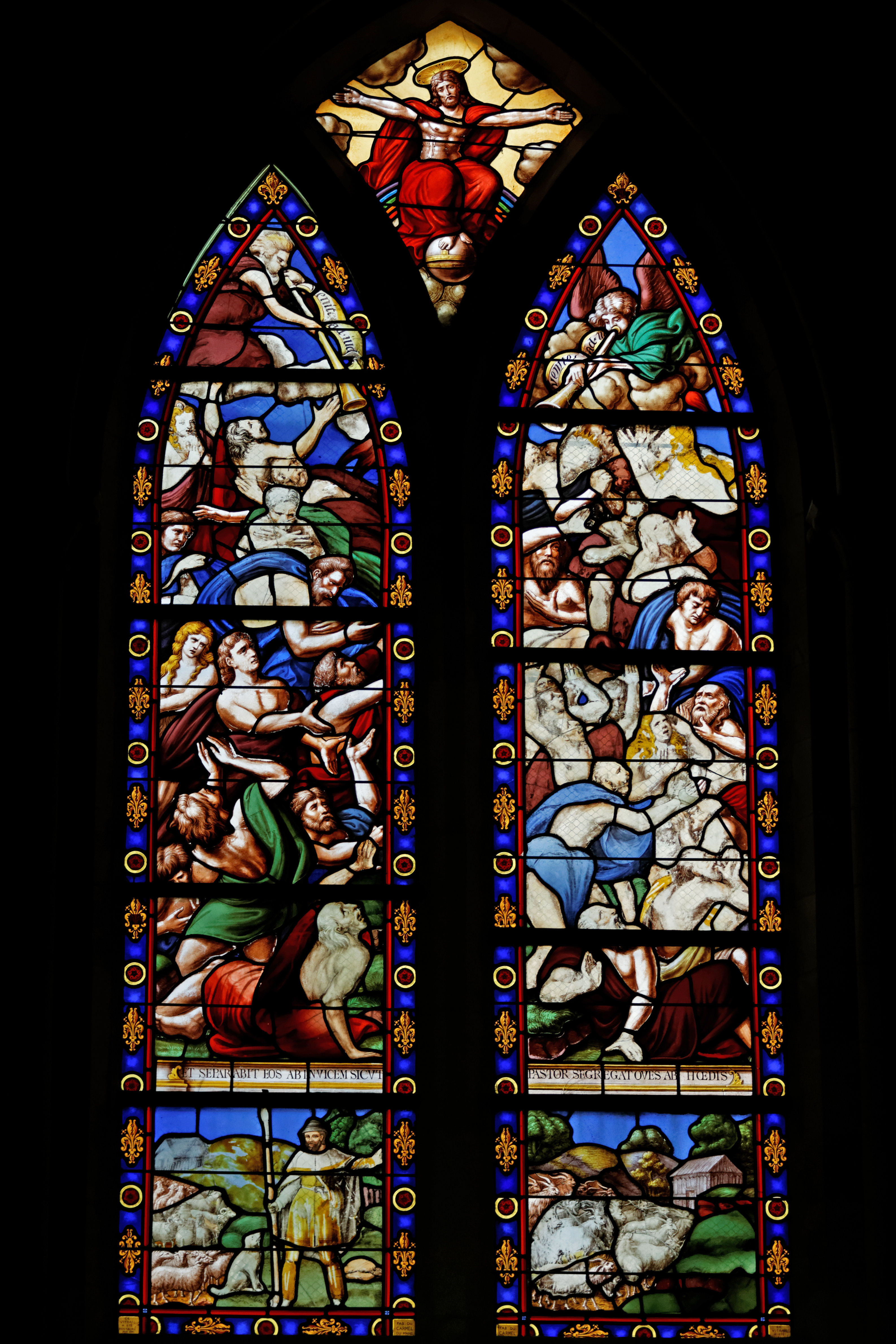
Le Jugement Dernier
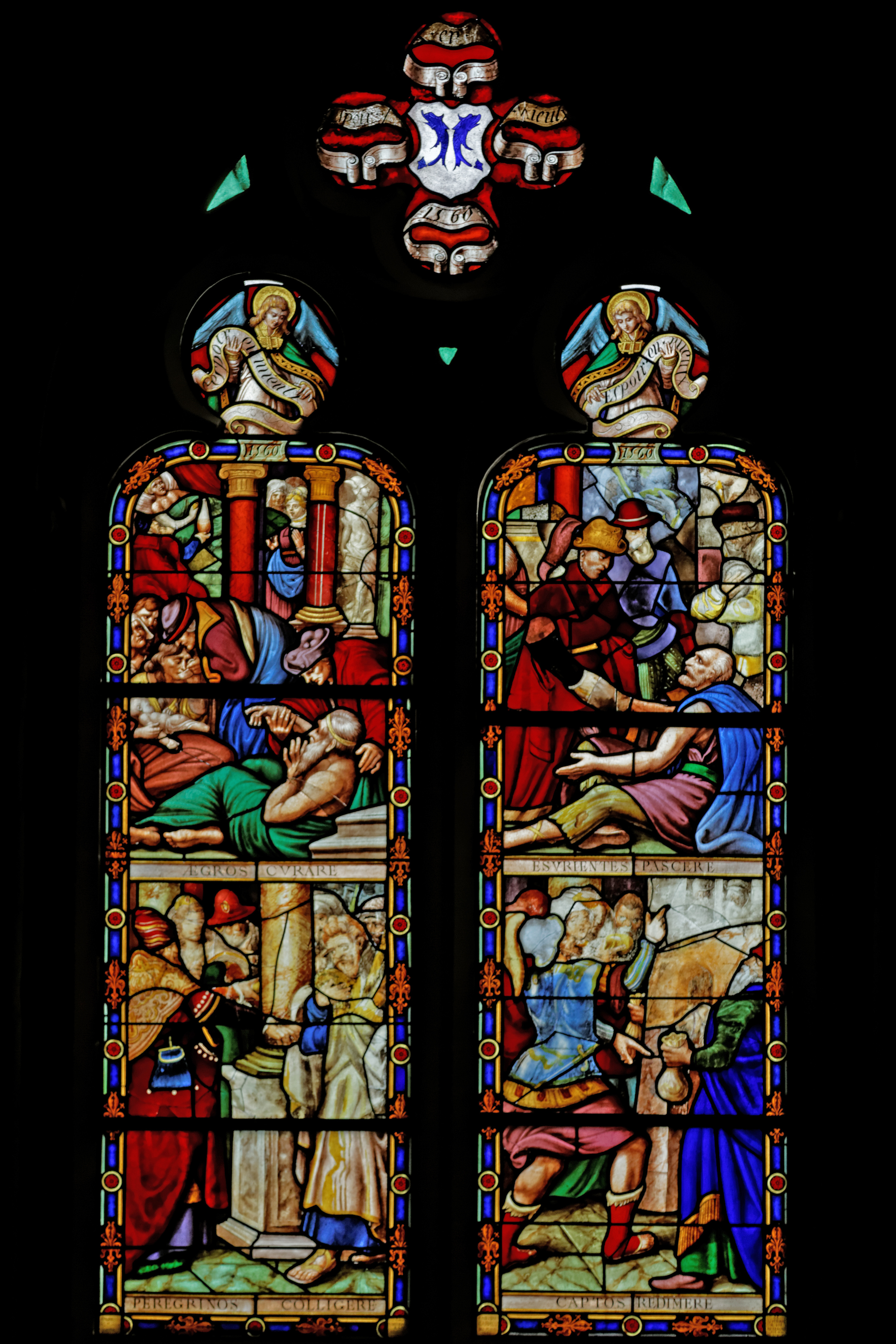
Les œuvres de miséricorde